# A Premier League külföldi labdarúgóinak listája
Ebben a listában vannak feltüntetve az angol labdarúgó-bajnokság, vagyis a Premier League külföldi játékosai. A listában szereplő játékosoknak két szempontnak kellett megfelelniük:
1. Legalább egy Premier League-mérkőzésen játszottak. Az olyan játékosok, akik Premier League-csapathoz igazoltak, de csak alacsonyabb osztályokban játszottak vagy egy tétmérkőzésen sem léptek pályára, nincsenek feltüntetve.
2. A listában csak külföldi játékosok vannak (akik Nagy-Britannián és Írországon kívüli országból származnak)

Olyan játékos tekinthető külföldinek, aki nem játszhat Anglia, Skócia, Wales vagy Észak-Írország labdarúgó-válogatottjaiban.
Azok a csapatok vannak feltüntetve, ahol a játékos legalább egy Premier League-mérkőzést játszott.
Azok a szezonok vannak feltüntetve, amikor a játékos legalább egy Premier League-mérkőzést játszott. Az évszámok szezont és nem naptári évet jelölnek. Például az „1992–95” azt jelenti, hogy a játékos minden szezonban játszott az 1992–93-astól az 1994–95-ösig.
A 211 FIFA-nemzetből 120-at képviselt már játékos a liga története során. 2025. január 25-én Üzbegisztán lett a legutóbbi ország egy játékossal, mikor Abduqodir Xusanov pályára lépett a Manchester City színeiben.
Félkövérrel: azok a játékosok, akik legalább egy mérkőzést játszottak a jelenlegi szezonban (2024–2025), és azok a csapatok, ahol játszott.
Minden nemzetnél a pályára lépések számával ki van emelve a játékos, aki legtöbbször képviselte az országot a bajnokságban.
Utoljára frissítve: 2025. január 25.
| Tartalom Albánia \| Algéria \| Angola \| Antigua és Barbuda \| Argentína \| Ausztrália \| Ausztria \| Banglades \| Barbados \| Belgium \| Benin \| Bermuda \| Bissau-Guinea \| Bolívia \| Bosznia-Hercegovina \| Brazília \| Bulgária \| Burkina Faso \| Burundi \| Chile \| Ciprus \| Costa Rica \| Csehország \| Curaçao \| Dánia \| Dél-Afrika \| Dél-Korea \| Dominikai Köztársaság \| Ecuador \| Egyenlítői-Guinea \| Egyiptom \| Elefántcsontpart \| Észak-Macedónia \| Észtország \| Feröer \| Fehéroroszország \| Finnország \| Franciaország \| Fülöp-szigetek \| Gabon \| Gambia \| Ghána \| Gibraltár \| Görögország \| Grenada \| Grúzia \| Guatemala \| Guinea \| Guyana \| Haiti \| Hollandia \| Honduras \| Horvátország \| Indonézia \| Irán \| Irak \| Izland \| Izrael \| Írország \| Jamaica \| Japán \| Kamerun \| Kanada \| Kenya \| Kína \| Kolumbia \| Kongó \| Kongói Demokratikus Köztársaság \| Koszovó \| Közép-afrikai Köztársaság \| Kuba \| Lengyelország \| Lettország \| Libéria \| Litvánia \| Magyarország \| Mali \| Marokkó \| Mauritánia \| Málta \| Mexikó \| Montenegró \| Montserrat \| Németország \| Nigéria \| Norvégia \| Olaszország \| Omán \| Oroszország \| Örményország \| Pakisztán \| Paraguay \| Peru \| Portugália \| Románia \| Saint Kitts és Nevis \| Seychelle-szigetek \| Sierra Leone \| Spanyolország \| Suriname \| Svájc \| Svédország \| Szenegál \| Szerbia \| Szlovákia \| Szlovénia \| Tanzánia \| Togo \| Törökország \| Trinidad és Tobago \| Tunézia \| Ukrajna \| Uruguay \| USA \| Új-Zéland \| Üzbegisztán \| Venezuela \| Zambia \| Zimbabwe \| Zöld-foki KöztársaságMegjegyzések · Források |

## Albánia
- Armando Broja (68) – Chelsea, Southampton, Fulham, Everton – 2019–20, 2021–[a]
- Lorik Cana – Sunderland – 2009–10[b]
- Thomas Strakosha – Brentford – 2023–24[c]

## Algéria
- Mehdí Abíd – Newcastle United – 2014–15[d][e]
- Raján Aít-Núri – Wolverhampton Wanderers – 2020–[d][f]
- Nadír Belhádzs – Portsmouth – 2008–10[d][e]
- Dzsamál Belmádí – Manchester City – 2002–03[d]
- Ali Benarbia – Manchester City – 2002–03
- Szaíd Benráhma – West Ham United – 2020–24
- Nabil Bentaleb – Tottenham Hotspur, Newcastle United – 2013–16, 2019–20[d][g]
- Hámer Búaza – Watford, Fulham – 2006–08[d]
- Madzsid Bugerra – Charlton Athletic – 2006–07[d]
- Szofiane Feguli – West Ham United – 2016–17[d][f]
- Rasid Gezzal – Leicester City – 2018–19[d][h]
- Kamál Gilász – Hull City – 2009–10[d]
- Adlán Kedíúra – Wolverhampton Wanderers, Crystal Palace, Watford, Middlesbrough – 2009–12, 2013–17[d]
- Rafik Halisz – Fulham – 2010–11
- Jászer Larúszí – Sheffield United – 2023–24[f]
- Rijad Mahrez (284) – Leicester City, Manchester City – 2014–23[d]
- Músza Száíb – Tottenham Hotspur – 1997–99
- Iszlam Szlimani – Leicester City, Newcastle United – 2016–18, 2020–21
- Haszen Jebda – Portsmouth – 2009–10[d][g]

## Angola
- Manuel Benson – Burnley – 2023–24[i][j]
- Hélder Costa (48) – Wolverhampton Wanderers, Leeds United – 2018–19, 2020–22[k]
- Manucho – Manchester United, Hull City – 2008–09

## Antigua és Barbuda
- Moses Ashikodi – Watford – 2006–07[l][m]
- Dexter Blackstock – Southampton – 2004–05[a][n]
- Mikele Leigertwood (69) – Crystal Palace, Sheffield United, Reading – 2004–05, 2006–07, 2012–13[a]
- Dion Pereira – Watford – 2016–17[a]

## Argentína
- Sergio Agüero – Manchester City – 2011–21
- Carlos Alcaraz – Southampton – 2022–23, 2024–25
- Julián Álvarez – Manchester City – 2022–24
- Ricky Álvarez – Sunderland – 2014–15
- Marcos Angeleri – Sunderland – 2010–11
- Julio Arca – Sunderland, Middlesbrough – 2000–03, 2005–09
- Valentín Barco – Brighton & Hove Albion – 2023–24
- Christian Bassedas – Newcastle United – 2000–02
- Luciano Becchio – Norwich City – 2012–14
- Federico Bessone – Swansea City – 2011–12
- Sebastián Blanco – West Bromwich Albion – 2014–15
- Mauro Boselli – Wigan Athletic – 2010–11, 2012–13
- Emiliano Buendía – Norwich City, Aston Villa – 2019–20, 2021–23, 2024–[o]
- Facundo Buonanotte – Brighton & Hove Albion, Leicester City – 2022–
- Fabián Caballero – Arsenal – 1998–99
- Wilfredo Caballero – Manchester City, Chelsea, Southampton – 2014–22
- Jonathan Calleri – West Ham United – 2016–17
- Esteban Cambiasso – Leicester City – 2014–15
- Horacio Carbonari – Derby County – 1998–2002
- Guido Carrillo – Southampton – 2017–18
- Juan Cobián – Sheffield Wednesday – 1998–99
- Fabricio Coloccini – Newcastle United – 2008–09, 2010–16
- Daniel Cordone – Newcastle United – 2000–01
- Hernán Crespo – Chelsea – 2003–04, 2005–06
- Andrés D’Alessandro – Portsmouth – 2005–06
- Martín Demichelis – Manchester City – 2013–16
- Ángel Di María – Manchester United – 2014–15
- Franco di Santo – Chelsea, Blackburn Rovers, Wigan Athletic – 2008–13
- Nicolás Domínguez – Nottingham Forest – 2023–
- Alejandro Faurlín – Queens Park Rangers – 2011–13, 2014–15
- Federico Fazio – Tottenham Hotspur – 2014–15
- Enzo Fernández – Chelsea – 2022–
- Federico Fernández – Swansea City, Newcastle United – 2014–22
- Mauro Formica – Blackburn Rovers – 2011–12
- Juan Foyth – Tottenham Hotspur – 2018–20
- Esteban Fuertes – Derby County – 1999–2000
- Ramiro Funes Mori – Everton – 2015–18
- Alejandro Garnacho – Manchester United – 2021–[p][q]
- Paulo Gazzaniga – Southampton, Tottenham Hotspur – 2012–16, 2017–20
- Jonás Gutiérrez – Newcastle United, Norwich City – 2008–09, 2010–15
- Gabriel Heinze – Manchester United – 2004–07
- Martín Herrera – Fulham – 2002–03
- Gonzalo Higuaín – Chelsea – 2018–19[d]
- Emiliano Insúa – Liverpool – 2006–10
- Erik Lamela – Tottenham Hotspur – 2013–21
- Manuel Lanzini – West Ham United – 2015–23
- Giovani Lo Celso – Tottenham Hotspur – 2019–22, 2023–24
- Alexis Mac Allister – Brighton & Hove Albion, Liverpool – 2019–
- Carlos Marinelli – Middlesbrough – 1999–2004
- Emiliano Martínez – Arsenal, Aston Villa – 2014–15, 2016–17, 2019–
- Lisandro Martínez – Manchester United – 2022–
- Javier Mascherano – West Ham United, Liverpool – 2006–11
- Juan Carlos Menseguez – West Bromwich Albion – 2008–09
- Gonzalo Montiel – Nottingham Forest – 2023–24
- Nicolás Otamendi – Manchester City – 2015–20
- Mauricio Pellegrino – Liverpool – 2004–05
- Sixto Peralta – Ipswich Town – 2001–02
- Roberto Pereyra – Watford – 2016–20
- Máximo Perrone – Manchester City – 2022–23
- Ignacio Pussetto – Watford – 2019–20
- Guido Rodríguez – West Ham United – 2024–
- Maxi Rodríguez – Liverpool – 2009–12
- Marcos Rojo – Manchester United – 2014–20
- Cristian Romero – Tottenham Hotspur – 2021–
- Sergio Romero – Manchester United – 2015–18
- Facundo Sava – Fulham – 2002–04
- Lionel Scaloni – West Ham United – 2005–06
- Ignacio Scocco – Sunderland – 2013–14
- Marcos Senesi – Bournemouth – 2022–
- Julián Speroni – Crystal Palace – 2004–05, 2013–16, 2017–19
- Denis Stracqualursi – Everton – 2011–12
- Mauricio Taricco – Tottenham Hotspur – 1998–2004
- Carlos Tévez – West Ham United, Manchester United, Manchester City – 2006–13
- Leonardo Ulloa – Leicester City, Brighton & Hove Albion – 2014–18
- Alejo Véliz – Tottenham Hotspur – 2023–24
- Santiago Vergini – Sunderland – 2013–15
- Juan Sebastián Verón – Manchester United, Chelsea – 2001–04
- Luciano Vietto – Fulham – 2018–19
- Emanuel Villa – Derby County – 2007–08
- Nelson Vivas – Arsenal – 1998–2001
- Claudio Yacob – West Bromwich Albion – 2012–18
- Pablo Zabaleta (303) – Manchester City, West Ham United – 2008–20
- Mauro Zárate – Birmingham City, West Ham United, Queens Park Rangers, Watford – 2007–08, 2014–17
- Luciano Zavagno – Derby County – 2001–02

- Danny Allsopp – Manchester City – 2000–01
- John Aloisi – Coventry City – 1998–2001
- Con Blatsis – Derby County – 2000–01
- Mark Bosnich – Aston Villa, Manchester United, Chelsea – 1992–2000, 2001–02
- Vlado Bozinovski – Ipswich Town – 1992–93[r]
- Cameron Burgess – Ipswich Town – 2024–[s][t]
- Jacob Burns – Leeds United – 2000–01, 2002–03
- Tim Cahill – Everton – 2004–12[u]
- David Carney – Blackpool – 2010–11
- Chris Coyne – West Ham United – 1998–99
- Jason Davidson – West Bromwich Albion – 2014–15
- Ahmad Elrich – Fulham – 2005–06
- Brett Emerton – Blackburn Rovers – 2003–12
- Adam Federici – Reading, Bournemouth – 2006–07, 2012–13, 2015–17
- John Filan – Coventry City, Blackburn Rovers, Wigan Athletic – 1994–99, 2005–07
- Hayden Foxe – West Ham United, Portsmouth – 2000–02, 2003–04
- Tyrese Francois – Fulham – 2020–21, 2022–23
- Richard Garcia – West Ham United, Hull City – 2001–02, 2008–10
- Vince Grella – Blackburn Rovers – 2008–12
- Chris Herd – Aston Villa – 2010–14
- Brett Holman – Aston Villa – 2012–13
- Mile Jedinak – Crystal Palace – 2013–17
- Richard Johnson – Watford – 1999–2000
- Brad Jones – Middlesbrough, Liverpool – 2003–09, 2011–13, 2014–15
- Jason Kearton – Everton – 1992–93, 1994–95
- Harry Kewell – Leeds United, Liverpool – 1995–2008
- Neil Kilkenny – Birmingham City – 2005–06[a][v][w]
- Stan Lazaridis – West Ham United, Birmingham City – 1995–99, 2002–06
- Massimo Luongo – Ipswich Town – 2024–
- Jordan Lyden – Aston Villa – 2015–16
- Steve Mautone – West Ham United – 1996–97
- Scott McDonald – Southampton – 2001–02
- Jamie McMaster – Leeds United – 2002–03[w]
- Craig Moore – Newcastle United – 2005–07
- Aaron Mooy – Huddersfield Town, Brighton & Hove Albion – 2017–20
- Kevin Muscat – Crystal Palace – 1997–98[a]
- Lucas Neill – Blackburn Rovers, West Ham United, Everton – 2001–10
- Paul Okon – Middlesbrough, Leeds United – 2000–03
- Aiden O’Neill – Burnley – 2016–17
- Andy Petterson – Ipswich Town, Charlton Athletic – 1992–93, 1998–99
- Cameron Peupion – Brighton & Hove Albion – 2022–23
- Tony Popović – Crystal Palace – 2004–05
- Adem Poric – Sheffield Wednesday – 1993–95, 1997–98[a]
- Mathew Ryan – Brighton & Hove Albion, Arsenal – 2017–21
- Mark Schwarzer (514) – Middlesbrough, Fulham, Chelsea, Leicester City – 1996–97, 1998–2015
- Josip Skoko – Wigan Athletic – 2005–08
- Robbie Slater – Blackburn Rovers, West Ham United, Southampton – 1994–98[a]
- Brad Smith – Liverpool, Bournemouth – 2013–14, 2015–17[w]
- Julio Soler – Bournemouth – 2025–[x]
- Harry Souttar – Leicester City – 2022–23[s][t]
- Mile Sterjovski – Derby County – 2007–08
- Danny Tiatto – Manchester City – 2000–01,  2002–04
- Carl Veart – Crystal Palace – 1997–98
- Tony Vidmar – Middlesbrough – 2002–03
- Mark Viduka – Leeds United, Middlesbrough, Newcastle United – 2000–09
- Caleb Watts – Southampton – 2020–21
- Luke Wilkshire – Middlesbrough – 2001–03
- Ned Zelić – Queens Park Rangers – 1995–96

## Ausztria
- Marko Arnautović – Stoke City, West Ham United – 2013–19
- Daniel Bachmann – Watford – 2021–22
- Moritz Bauer – Stoke City – 2017–18[y][z]
- Kevin Danso – Southampton – 2019–20
- Aleksandar Dragović – Leicester City – 2017–18
- Christian Fuchs – Leicester City – 2015–21
- Martin Hiden – Leeds United – 1997–2000
- Saša Kalajdžić – Wolverhampton Wanderers – 2022–24
- Valentino Lazaro – Newcastle United – 2019–20
- Jürgen Macho – Sunderland – 2000–03
- Stefan Maierhofer – Wolverhampton Wanderers – 2009–10, 2011–12
- Alex Manninger – Arsenal – 1997–2001
- Christian Mayrleb – Sheffield Wednesday – 1997–98
- Emanuel Pogatetz – Middlesbrough, West Ham United – 2005–09, 2012–13
- Sebastian Prödl – Watford – 2015–20
- Marcel Sabitzer – Manchester United – 2022–23
- Paul Scharner (221) – Wigan Athletic, West Bromwich Albion – 2005–12
- Markus Suttner – Brighton & Hove Albion – 2017–18
- Andreas Weimann – Aston Villa – 2010–15
- Kevin Wimmer – Tottenham Hotspur, Stoke City – 2015–18
- Maximilian Wöber – Leeds United – 2022–23

## Banglades
- Hamza Choudhury – Leicester City – 2017–22, 2024–[a]

## Barbados
- Nick Blackman – Blackburn Rovers, Reading – 2011–13[a]
- Emmerson Boyce (221) – Crystal Palace, Wigan Athletic – 2004–05, 2006–13[a]
- Gregory Goodridge – Queens Park Rangers – 1995–96
- Paul Ifill – Sheffield United – 2006–07[a]

## Belgium
- Philippe Albert – Newcastle United – 1994–99
- Amín ed-Dahíl – Burnley – 2023–24[aa]
- Toby Alderweireld – Southampton, Tottenham Hotspur – 2014–21
- Adrian Bakalli – Watford – 1999–2000
- Michy Batshuayi – Chelsea, Crystal Palace – 2016–21
- Christian Benteke (280) – Aston Villa, Liverpool, Crystal Palace – 2012–22[ab]
- Jonathan Benteke – Crystal Palace – 2016–17
- Jonathan Blondel – Tottenham Hotspur – 2002–04
- Ruud Boffin – West Ham United – 2010–11
- Dedryck Boyata – Manchester City, Bolton Wanderers – 2009–12, 2013–15
- Timothy Castagne – Leicester City, Fulham – 2020–
- Nacer Chadli – Tottenham Hotspur, West Bromwich Albion – 2013–18[ac]
- Philippe Clement – Coventry City – 1998–99
- Thibaut Courtois – Chelsea – 2014–18
- Gilles De Bilde – Sheffield Wednesday, Aston Villa – 1999–2001
- Kevin De Bruyne – Chelsea, Manchester City – 2013–14, 2015–
- Steven Defour – Burnley – 2016–19
- Marc Degryse – Sheffield Wednesday – 1995–96
- Ritchie de Laet – Manchester United, Norwich City, Leicester City – 2008–10, 2011–12, 2014–16
- Hannes Delcroix – Burnley – 2023–24[ad]
- Mousa Dembélé – Fulham, Tottenham Hotspur – 2010–19
- Jason Denayer – Sunderland – 2016–17
- Leander Dendoncker – Wolverhampton Wanderers, Aston Villa – 2018–24
- Laurent Depoitre – Huddersfield Town – 2017–19
- Steve De Ridder – Southampton – 2012–13
- Jérémy Doku – Manchester City – 2023–
- Björn Engels – Aston Villa – 2019–20
- Wout Faes – Leicester City – 2022–23, 2024–
- Marouane Fellaini – Everton, Manchester United – 2008–19
- Régis Genaux – Coventry City – 1996–97
- Eden Hazard – Chelsea – 2012–19
- Carl Hoefkens – West Bromwich Albion – 2008–09
- Adnan Januzaj – Manchester United, Sunderland – 2013–17
- Christian Kabasele – Watford – 2016–20, 2021–22[ab]
- Thomas Kaminski – Luton Town – 2023–24
- Vincent Kompany – Manchester City – 2008–19
- Roland Lamah – Swansea City – 2012–14[ae]
- Roméo Lavia – Southampton, Chelsea – 2022–
- Romelu Lukaku – Chelsea, West Bromwich Albion, Everton, Manchester United – 2011–19, 2021–22
- Dodi Lukebakio – Watford – 2017–18[af]
- Orel Mangala – Nottingham Forest, Everton  – 2022–
- Isaac Mbenza – Huddersfield Town – 2018–19[d]
- Simon Mignolet – Sunderland, Liverpool – 2010–18
- Kevin Mirallas – Everton – 2012–18
- Émile Mpenza – Manchester City – 2006–08
- Geoffrey Mujangi Bia – Wolverhampton Wanderers – 2009–11[ab]
- Charly Musonda – Chelsea – 2017–18
- Julien Ngoy – Stoke City – 2016–18
- Luc Nilis – Aston Villa – 2000–01
- Vadis Odjidja-Ofoe – Norwich City – 2015–16
- Amadou Onana – Everton, Aston Villa – 2022–[ag]
- Divock Origi – Liverpool, Nottingham Forest – 2015–22, 2023–24
- Obbi Oularé – Watford – 2015–16
- Sébastien Pocognoli – West Bromwich Albion – 2014–16
- Dennis Praet – Leicester City – 2019–21, 2022–23
- Cédric Roussel – Coventry City – 1999–2001
- Albert Sambi Lokonga – Arsenal, Crystal Palace, Luton Town – 2021–24
- Matz Sels – Nottingham Forest – 2023–
- Branko Strupar – Derby County – 1999–2002[ah]
- Youri Tielemans – Leicester City, Aston Villa – 2018–
- Mike Trésor – Burnley – 2023–24
- Leandro Trossard – Brighton & Hove Albion, Arsenal – 2019–
- Nico Vaesen – Birmingham City – 2002–03, 2005–06
- Daniel Van Buyten – Manchester City – 2003–04
- Jelle Van Damme – Southampton, Wolverhampton Wanderers – 2004–05, 2010–11
- Anthony Vanden Borre – Portsmouth – 2009–10[ab]
- Thomas Vermaelen – Arsenal – 2009–14
- Jan Vertonghen – Tottenham Hotspur – 2012–20

## Benin
- Rudy Gestede – Cardiff City, Aston Villa, Middlesbrough – 2013–14, 2015–17[d][g]
- Steve Mounié – Huddersfield Town – 2017–19
- Stéphane Sessègnon (166) – Sunderland, West Bromwich Albion – 2010–16

## Bermuda
- Shaun Goater (52) – Manchester City – 2000–01, 2002–03
- Kyle Lightbourne – Coventry City – 1997–98
- Nahki Wells – Burnley – 2017–18

## Bissau-Guinea
- Beto (39) – Everton – 2023–[ai]
- Mesca – Fulham – 2013–14[aj]

## Bolívia
- Jaime Moreno – Middlesbrough FC – 1995–96
- Marcelo Moreno (12) – Wigan Athletic – 2009–10[ak]

## Bosznia-Hercegovina
- Anel Ahmedhodžić – Sheffield United – 2023–24[al][am]
- Asmir Begović (256) – Portsmouth, Stoke City, Chelsea, Bournemouth, Everton  – 2008–19, 2021–23[an]
- Muhamed Bešić – Everton, Sheffield United – 2014–16, 2017–18, 2019–20[ao]
- Edin Džeko – Manchester City – 2011–15
- Sead Kolašinac – Arsenal – 2017–22[ao][ap]
- Muhamed Konjić – Coventry City – 1998–2001
- Mario Vrančić – Norwich City – 2019–20[ah][ap]

## Brazília
- Alex – Chelsea – 2007–12
- Alisson – Liverpool – 2018–
- Allan – Everton – 2020–22
- Afonso Alves – Middlesbrough – 2007–09
- Anderson – Manchester United – 2007–15
- Anderson Silva – Everton – 2006–07
- André – Wolverhampton Wanderers – 2024–
- Antony – Manchester United – 2022–
- Fábio Aurélio – Liverpool – 2006–11
- Júlio Baptista – Arsenal – 2006–07
- Juliano Belletti – Chelsea – 2007–10
- Bernard – Everton – 2018–21
- Bernardo – Brighton & Hove Albion – 2018–21
- Léo Bonatini – Wolverhampton Wanderers – 2018–19
- Branco – Middlesbrough – 1995–97
- Caçapa – Newcastle United – 2007–09
- Carlos Vinícius – Tottenham Hotspur, Fulham – 2020–21, 2022–24
- Casemiro – Manchester United – 2022–
- Philippe Coutinho – Liverpool, Aston Villa – 2012–18, 2021–24
- Danilo – Manchester City – 2017–19
- Danilo – Nottingham Forest – 2022–
- David Luiz – Chelsea, Arsenal – 2011–14, 2016–21
- Denílson – Arsenal – 2006–11
- Diego Carlos – Aston Villa – 2022–25
- Doni – Liverpool – 2011–12
- Doriva – Middlesbrough – 2002–06
- Douglas Luiz – Aston Villa – 2019–24
- Ederson – Manchester City – 2017–
- Edu – Arsenal – 2000–05
- Elano – Manchester City – 2007–09
- Emerson – Middlesbrough – 1996–97
- Emerson Royal – Tottenham Hotspur – 2021–24
- Evandro – Hull City – 2016–17
- Evanilson – Bournemouth – 2024–
- Fabinho – Liverpool – 2018–23
- Fábio – Manchester United, Queens Park Rangers, Cardiff City, Middlesbrough – 2009–14, 2016–17
- Felipe – Nottingham Forest – 2022–24
- Felipe Anderson – West Ham United – 2018–21
- Fernandinho – Manchester City – 2013–22
- Fernando – Manchester City – 2014–17
- Filipe Luís – Chelsea – 2014–15
- Matheus França – Crystal Palace – 2023–24
- Roberto Firmino – Liverpool – 2015–23
- Fred – Manchester United – 2018–23
- Fumaça – Newcastle United – 1999–2000
- Gabriel Jesus – Manchester City, Arsenal – 2016–
- Gabriel Magalhães – Arsenal – 2020–
- Gabriel Martinelli – Arsenal – 2019–
- Gabriel Paulista – Arsenal – 2014–17
- Geovanni – Manchester City, Hull City – 2007–10
- Gilberto – Tottenham Hotspur – 2007–09
- Gilberto Silva – Arsenal – 2002–08
- Gláuber – Manchester City – 2008–09
- Heurelho Gomes – Tottenham Hotspur, Watford – 2008–11, 2015–18
- Luis Guilherme – West Ham United – 2024–
- Bruno Guimarães – Newcastle United – 2021–
- Guly do Prado – Southampton – 2012–14
- Gustavo Scarpa – Nottingham Forest – 2022–23
- Ilan – West Ham United – 2009–10
- Isaías – Coventry City – 1995–97
- Mário Jardel – Bolton Wanderers – 2003–04
- Jô – Manchester City, Everton – 2008–11
- João Gomes – Wolverhampton Wanderers – 2022–
- João Pedro – Watford, Brighton & Hove Albion – 2019–20, 2021–22, 2023–
- Joelinton – Newcastle United – 2019–
- Igor Julio – Brighton & Hove Albion – 2023–
- Júlio César – Bolton Wanderers – 2004–05
- Júlio César – Queens Park Rangers – 2012–13
- Juninho – Middlesbrough – 1995–97, 1999–2000, 2002–04
- Kayky – Manchester City – 2021–22
- Kenedy – Chelsea, Watford, Newcastle United – 2015–19, 2021–22
- Kléberson – Manchester United – 2003–05
- Pedro Lima – Wolverhampton Wanderers – 2024–
- Renan Lodi – Nottingham Forest – 2022–23
- Lucas Leiva – Liverpool – 2007–17
- Lucas Moura – Tottenham Hotspur – 2017–23
- Lucas Paquetá – West Ham United – 2022–
- Lyanco – Southampton – 2021–23[aq]
- Maicon – Manchester City – 2012–13
- Fernando Marçal – Wolverhampton Wanderers – 2020–22
- Marquinhos – Arsenal – 2022–23
- Matheus Cunha – Wolverhampton Wanderers – 2022–
- Mineiro – Chelsea – 2008–09
- Morato – Nottingham Forest – 2024–
- Rodrigo Muniz – Fulham – 2023–
- Murillo – Nottingham Forest – 2023–
- Nenê – West Ham United – 2014–15
- Neto – Bournemouth – 2022–25
- Oscar – Chelsea – 2012–17
- Alexandre Pato – Chelsea – 2015–16
- Paulinho – Tottenham Hotspur – 2013–15
- Andreas Pereira – Manchester United, Fulham – 2014–16, 2018–20, 2022–[i][ar]
- Matheus Pereira – West Bromwich Albion – 2020–21
- Bruno Perone – Queens Park Rangers – 2011–12
- Lucas Piazon – Chelsea – 2012–13
- Rafael – Manchester United – 2008–15
- Ramires – Chelsea – 2010–16
- Raphinha – Leeds United – 2020–22
- Richarlison – Watford, Everton, Tottenham Hotspur – 2017–
- Douglas Rinaldi – Watford – 2006–07
- Robinho – Manchester City – 2008–10
- Fábio Rochemback – Middlesbrough – 2005–08
- Rodrigo – Everton – 2002–03
- Roque Júnior – Leeds United – 2003–04
- Samir – Watford – 2021–22
- Sandro – Tottenham Hotspur, Queens Park Rangers, West Bromwich Albion – 2010–16
- André Santos – Arsenal – 2011–12
- Andrey Santos – Nottingham Forest – 2023–24
- Savinho – Manchester City – 2024–
- Rafael Schmitz – Birmingham City – 2007–08
- Thiago Silva – Chelsea – 2020–24
- Vinícius Souza – Sheffield United – 2023–24
- Sylvinho – Arsenal, Manchester City – 1999–2001, 2009–10
- Alex Telles – Manchester United – 2020–22
- Tetê – Leicester City – 2022–23
- Igor Thiago – Brentford – 2024–
- Emerson Thome – Sheffield Wednesday, Chelsea, Sunderland, Bolton Wanderers – 1997–2004
- Vitinho – Burnley – 2023–24
- Deivid Washington – Chelsea – 2023–24
- Wesley – Aston Villa – 2019–22
- Willian (317) – Chelsea, Arsenal, Fulham – 2013–21, 2022–24
- Willian José – Wolverhampton Wanderers – 2020–21

## Bulgária
- Dimitar Berbatov (229) – Tottenham Hotspur, Manchester United, Fulham – 2006–14
- Valeri Bozsinov – Manchester City – 2007–09
- Boncso Gencsev – Ipswich Town – 1992–95
- Radosztin Kisisev – Charlton Athletic – 2000–07
- Sztaniszlav Manolev – Fulham – 2012–13
- Martin Petrov – Manchester City, Bolton Wanderers – 2007–12
- Sztilijan Petrov – Aston Villa – 2006–12
- Szvetoszlav Todorov – West Ham United, Portsmouth, Wigan Athletic – 2000–02, 2003–04, 2005–07
- Alekszandar Tonev – Aston Villa – 2013–14

## Burkina Faso
- Issa Kaboré – Luton Town – 2023–24
- Dango Ouattara – Bournemouth – 2022–
- Bertrand Traoré (65) – Chelsea, Aston Villa – 2015–16, 2020–24

## Burundi
- Saido Berahino (133) – West Bromwich Albion, Stoke City – 2013–18[n]
- Gaël Bigirimana – Newcastle United – 2012–13[w]

## Chile
- Clarence Acuña – Newcastle United – 2000–03
- Jean Beausejour – Birmingham City, Wigan Athletic – 2010–13
- Claudio Bravo – Manchester City – 2016–18, 2019–20
- Ben Brereton – Sheffield United, Southampton – 2023–[a][w]
- Mark González – Liverpool – 2006–07[as]
- Ángelo Henríquez – Wigan Athletic – 2012–13
- Mauricio Isla – Queens Park Rangers – 2014–15
- Gonzalo Jara – West Bromwich Albion – 2010–12
- Luis Jiménez – West Ham United – 2009–10
- Javier Margas – West Ham United – 1998–2001
- Gary Medel – Cardiff City – 2013–14
- David Pizarro – Manchester City – 2011–12
- Alexis Sánchez (154) – Arsenal, Manchester United – 2014–19
- Francisco Sierralta – Watford – 2021–22
- Eduardo Vargas – Queens Park Rangers – 2014–15
- Carlos Villanueva – Blackburn Rovers – 2008–09

## Ciprus
- Alexis Nicolas – Chelsea – 2003–04[a]
- Nikódimosz Papavaszilíu – Newcastle United – 1993–94
- Valentin Roberge (10) – Sunderland – 2013–15[d]

## Costa Rica
- Brandon Aguilera – Nottingham Forest – 2023–24
- Joel Campbell – Arsenal – 2014–16
- Cristian Gamboa – West Bromwich Albion – 2014–16
- Keylor Navas – Nottingham Forest – 2022–23
- Bryan Oviedo – Everton, Sunderland – 2012–17
- Bryan Ruiz – Fulham – 2011–14
- Mauricio Solís – Derby County – 1996–98
- Paulo Wanchope (156) – Derby County, West Ham United, Manchester City – 1996–2001, 2003–04

## Csehország
- Milan Baroš – Liverpool, Aston Villa, Portsmouth – 2002–08
- Roman Bednář – West Bromwich Albion – 2008–09, 2010–11
- Patrik Berger – Liverpool, Portsmouth, Aston Villa – 1996–2008
- Petr Čech (443) – Chelsea, Arsenal – 2004–19
- Ondřej Čelůstka – Sunderland – 2013–14
- Radek Černý – Tottenham Hotspur, Queens Park Rangers – 2004–05, 2007–08, 2011–12
- Vladimír Coufal – West Ham United – 2020–
- Marcel Gecov – Fulham – 2011–12
- Zdeněk Grygera – Fulham – 2011–12
- Vítězslav Jaroš – Liverpool – 2024–
- Jiří Jarošík – Chelsea, Birmingham City – 2004–06
- Martin Jiránek – Birmingham City – 2010–11
- Tomáš Kalas – Chelsea – 2013–14
- Antonín Kinský – Tottenham Hotspur – 2025–
- Radoslav Kováč – West Ham United – 2008–11
- Libor Kozák – Aston Villa – 2013–14, 2015–16
- Alex Král – West Ham United – 2021–22[at]
- Jan Laštůvka – Fulham – 2006–07
- Martin Latka – Birmingham City – 2005–06
- Marek Matějovský – Reading – 2007–08
- Luděk Mikloško – West Ham United – 1993–98
- Karel Poborský – Manchester United – 1996–98
- Tomáš Řepka – West Ham United – 2001–03, 2005–06
- Tomáš Rosický – Arsenal – 2006–08, 2009–15
- David Rozehnal – Newcastle United – 2007–08
- Vladimír Šmicer – Liverpool – 1999–2005
- Tomáš Souček – West Ham United – 2019–
- Pavel Srníček – Newcastle United, Sheffield Wednesday, Portsmouth – 1993–2000, 2003–04, 2006–07
- Jan Stejskal – Queens Park Rangers – 1992–94[au]
- Matěj Vydra – West Bromwich Albion, Watford, Burnley – 2013–14, 2016–17, 2018–22

## Curaçao
- Kemy Agustien – Swansea City – 2011–13[av]
- Vurnon Anita (106) – Newcastle United – 2012–16[aw]
- Juninho Bacuna – Huddersfield Town – 2018–19[ax][av]
- Leandro Bacuna – Aston Villa, Cardiff City – 2013–16, 2018–19[ax][av]
- Kenji Gorré – Swansea City – 2014–15[ax]
- Jürgen Locadia – Brighton & Hove Albion – 2017–20, 2021–22[ax][av]
- Cuco Martina – Southampton, Everton – 2015–18[ax]
- Shelton Martis – West Bromwich Albion – 2008–09[ay][az]
- Richairo Živković – Sheffield United – 2019–20[ax][av]

## Dánia
- Daniel Agger – Liverpool – 2005–14
- Martin Albrechtsen – West Bromwich Albion – 2004–06
- Joachim Andersen – Fulham, Crystal Palace – 2020–
- Mads Juel Andersen – Luton Town – 2023–24
- Stephan Andersen – Charlton Athletic – 2004–06
- Leon Andreasen – Fulham – 2007–09
- Mikkel Beck – Middlesbrough, Derby County – 1996–97, 1998–2000
- Nicklas Bendtner – Arsenal, Sunderland – 2007–14
- Mads Bidstrup – Brentford – 2021–22
- Philip Billing – Huddersfield Town, Bournemouth – 2017–20, 2022–
- Mikkel Bischoff – Manchester City – 2002–03
- Jacob Bruun Larsen – Burnley – 2023–24
- Oskar Buur – Wolverhampton Wanderers – 2020–21
- Andreas Christensen – Chelsea – 2014–15, 2017–22
- Andreas Cornelius – Cardiff City – 2013–14
- Mikkel Damsgaard – Brentford – 2022–
- Peter Degn – Everton – 1998–99
- Ronnie Ekelund – Southampton, Manchester City – 1994–96
- Christian Eriksen – Tottenham Hotspur, Brentford, Manchester United – 2013–20, 2021–
- Viktor Fischer – Middlesbrough – 2016–17
- Per Frandsen – Bolton Wanderers – 1997–98, 2001–04
- Carsten Fredgaard – Sunderland – 1999–2000
- Thomas Gaardsøe – Ipswich Town, West Bromwich Albion – 2001–02, 2004–06
- Bjarne Goldbæk – Chelsea, Fulham – 1998–2000, 2001–03
- Thomas Gravesen – Everton – 2000–05, 2007–08
- Albert Grønbæk – Southampton – 2025
- Jesper Grønkjær – Chelsea, Birmingham City – 2000–05[ba]
- Bo Hansen – Bolton Wanderers – 2001–02
- Jakob Haugaard – Stoke City – 2015–17
- Nicklas Helenius – Aston Villa – 2013–14
- Thomas Helveg – Norwich City – 2004–05
- Mads Hermansen – Leicester City – 2024–
- Jes Høgh – Chelsea – 1999–2000
- Pierre-Emile Højbjerg – Southampton, Tottenham Hotspur – 2016–24
- Rasmus Højlund – Manchester United – 2023–
- Daniel Iversen – Leicester City – 2022–23
- Lars Jacobsen – Everton, Blackburn Rovers, West Ham United – 2008–11
- Brian Jensen – Burnley – 2009–10
- Claus Jensen – Charlton Athletic, Fulham – 2000–07
- John Jensen – Arsenal – 1992–96
- Mathias Jensen – Brentford – 2021–
- Niclas Jensen – Manchester City, Fulham – 2002–03, 2005–06
- Martin Johansen – Coventry City – 1997–98
- Michael Johansen – Bolton Wanderers – 1997–98
- Filip Jörgensen – Chelsea – 2024–[al][bb]
- Mathias Jørgensen – Huddersfield Town, Brentford – 2017–19, 2021–24
- Jakob Kjeldbjerg – Chelsea – 1993–95
- Rasmus Kristensen – Leeds United – 2022–23
- Victor Kristiansen – Leicester City – 2022–23, 2024–
- Per Krøldrup – Everton – 2005–06
- William Kvist – Fulham – 2013–14
- Brian Laudrup – Chelsea – 1998–99[bc]
- Jacob Laursen – Derby County, Leicester City – 1996–2000, 2001–02
- Martin Laursen – Aston Villa – 2004–09
- Anders Lindegaard – Manchester United – 2011–14
- Jesper Lindstrøm – Everton – 2024–
- Jonas Lössl – Huddersfield Town, Brentford – 2017–19, 2021–22
- Peter Løvenkrands – Newcastle United – 2008–09, 2010–12
- Emiliano Marcondes – Bournemouth – 2022–23
- Jan Mølby – Liverpool – 1992–95
- Allan Nielsen – Tottenham Hotspur – 1996–2000
- Christian Nørgaard – Brentford – 2021–
- Jores Okore – Aston Villa – 2013–16[ae]
- Matt O’Riley – Brighton & Hove Albion – 2024–[a][bd]
- William Osula – Sheffield United, Newcastle United – 2023–
- Henrik Pedersen – Bolton Wanderers – 2001–07
- Per Pedersen – Blackburn Rovers – 1996–97
- Torben Piechnik – Liverpool – 1992–94
- Christian Poulsen – Liverpool – 2010–11
- Brian Priske – Portsmouth – 2005–06
- Marc Rieper – West Ham United – 1994–98
- Mads Roerslev – Brentford – 2021–
- Dennis Rommedahl – Charlton Athletic – 2004–07
- Kasper Schmeichel – Manchester City, Leicester City – 2007–09, 2014–22
- Peter Schmeichel – Manchester United, Aston Villa, Manchester City – 1992–99, 2001–03
- Jacob Sørensen – Norwich City – 2021–22
- Lasse Sørensen – Stoke City – 2017–18
- Mads Bech Sørensen – Brentford – 2021–23
- Thomas Sørensen (364) – Sunderland, Aston Villa, Stoke City – 1999–2007, 2008–12, 2013–14
- Kevin Stuhr Ellegaard – Manchester City – 2003–04
- Claus Thomsen – Ipswich Town, Everton – 1994–95, 1996–98
- Stig Tøfting – Bolton Wanderers – 2001–03
- Jon Dahl Tomasson – Newcastle United – 1997–98
- Jannik Vestergaard – Southampton, Leicester City – 2018–22, 2024–
- Kenneth Zohore – Cardiff City – 2018–19

## Dél-Afrika
- Shaun Bartlett – Charlton Athletic – 2000–06
- Kagisho Dikgacoi – Fulham, Crystal Palace – 2009–11, 2013–14
- Mark Fish – Bolton Wanderers, Charlton Athletic – 1997–98, 2000–05
- Quinton Fortune – Manchester United, Bolton Wanderers – 1999–2005, 2006–07
- Lyle Foster – Burnley – 2023–24
- Khanya Leshabela – Leicester City – 2020–21
- Mbulelo Mabizela – Tottenham Hotspur – 2003–05
- Philemon Masinga – Leeds United – 1994–96
- Benni McCarthy – Blackburn Rovers, West Ham United – 2006–11
- Aaron Mokoena – Blackburn Rovers, Portsmouth – 2004–10
- Matty Pattison – Newcastle United – 2005–07
- Steven Pienaar (214) – Everton, Tottenham Hotspur, Sunderland – 2007–17
- Lucas Radebe – Leeds United – 1994–2001, 2002–04
- Tokelo Rantie – Bournemouth – 2015–16
- Percy Tau – Brighton & Hove Albion – 2020–21
- Eric Tinkler – Barnsley – 1997–98

## Dél-Korea
- Cso Vonhi – Wigan Athletic – 2008–10
- Hvang Hicshan – Wolverhampton Wanderers – 2021–
- Csi Dongvon – Sunderland – 2011–12, 2013–14
- Ki Szongjong – Swansea City, Sunderland, Newcastle United – 2012–20
- Kim Bogjong – Cardiff City – 2013–14
- Kim Tuhon – West Bromwich Albion – 2008–09
- Kim Dzsiszu – Brentford – 2024–
- I Cshongjong – Bolton Wanderers, Crystal Palace – 2009–12, 2014–18
- I Dongguk – Middlesbrough – 2006–08
- I Jongphjo – Tottenham Hotspur – 2005–08
- Pak Csujong – Arsenal – 2011–12
- Pak Csiszong – Manchester United, Queens Park Rangers – 2005–13
- Szol Kihjon – Reading, Fulham – 2006–10
- Szon Hungmin (315) – Tottenham Hotspur – 2015–
- Jun Szogjong – Queens Park Rangers – 2014–15

## Dominikai Köztársaság
- Junior Firpo (43) – Leeds United – 2021–23[be]

## Ecuador
- Christian Benítez – Birmingham City – 2009–10
- Felipe Caicedo – Manchester City – 2007–09
- Moisés Caicedo – Brighton & Hove Albion, Chelsea – 2021–
- Segundo Castillo – Everton, Wolverhampton Wanderers – 2008–10
- Ulises de la Cruz – Aston Villa, Reading – 2002–08
- Agustín Delgado – Southampton – 2001–04
- Pervis Estupiñán – Brighton & Hove Albion – 2022–
- Fernando Guerrero – Burnley – 2009–10
- Iván Kaviedes – Crystal Palace – 2004–05
- Jefferson Montero – Swansea City – 2014–17
- Juan Carlos Paredes – Watford – 2015–16
- Jeremy Sarmiento – Brighton & Hove Albion – 2021–23, 2024–25[p][bd]
- Antonio Valencia (325) – Wigan Athletic, Manchester United – 2006–19
- Enner Valencia – West Ham United, Everton – 2014–17

## Egyenlítői-Guinea
- Pedro Obiang (91) – West Ham United – 2015–19[p][be]

## Egyiptom
- Omar Marmús – Manchester City – 2025–
- Ahmed el-Mohamedi – Sunderland, Hull City, Aston Villa – 2010–15, 2016–17, 2019–21
- Mohamed en-Neni – Arsenal – 2015–19, 2020–24
- Ahmed Fathi – Sheffield United – 2006–07
- Geddo – Hull City – 2013–14
- Hosszám Gáli – Tottenham Hotspur, Derby County – 2006–08
- Ahmed Hegázi – West Bromwich Albion – 2017–18, 2020–21
- Mido – Tottenham Hotspur, Middlesbrough, Wigan Athletic, West Ham United – 2004–10
- Sam Morsy – Ipswich Town – 2024–[a]
- Mohamed Szaláh (277) – Chelsea, Liverpool – 2013–15, 2017–
- Mohamed Savkí – Middlesbrough – 2007–09
- Ramadán Szobhi – Stoke City, Huddersfield Town – 2016–19
- Trézéguet – Aston Villa – 2019–22
- Amrú Zakí – Wigan Athletic, Hull City – 2008–10

## Elefántcsontpart
- Simon Adingra – Brighton & Hove Albion – 2023–
- Emmanuel Agbadou – Wolverhampton Wanderers – 2025–
- Amad – Manchester United – 2020–21, 2023–
- Serge Aurier – Tottenham Hotspur, Nottingham Forest – 2017–21, 2022–24
- Eric Bailly – Manchester United – 2016–22
- Ibrahima Bakayoko – Everton – 1998–99
- Sol Bamba – Cardiff City – 2018–19[d]
- Jérémie Boga – Chelsea – 2017–18[d][g]
- Willy Boly –Wolverhampton Wanderers, Nottingham Forest – 2018–[d][g]
- Wilfried Bony – Swansea City, Manchester City, Stoke City – 2013–18
- Maxwel Cornet – Burnley, West Ham United, Southampton – 2021–[f]
- Siriki Dembélé – Bournemouth – 2022–23
- Guy Demel – West Ham United – 2011–15[d]
- Aruna Dindane – Portsmouth – 2009–10
- Seydou Doumbia – Newcastle United – 2015–16
- Didier Drogba – Chelsea – 2004–12, 2014–15
- Emmanuel Eboué – Arsenal – 2004–11
- Emerse Faé – Reading – 2007–08[d][f]
- Datro Fofana – Chelsea, Burnley – 2022–24
- Jean-Philippe Gbamin – Everton – 2019–22[f]
- Gervinho – Arsenal – 2011–13
- Steve Gohouri – Wigan Athletic – 2009–12
- Max Gradel – Bournemouth – 2015–17
- Sébastien Haller – West Ham United – 2019–21[d][f]
- Salomon Kalou – Chelsea – 2006–12
- Hassane Kamara – Watford – 2021–22[d]
- Jonathan Kodjia – Aston Villa – 2019–20[d]
- Arouna Koné – Wigan Athletic, Everton – 2012–17
- Lamine Koné – Sunderland – 2015–17[d][h]
- Abdoulaye Méïté – Bolton Wanderers, West Bromwich Albion – 2006–09, 2010–11[d]
- Nicolas Pépé – Arsenal – 2019–22[d]
- Abdul Razak – Manchester City – 2010–13
- Yannick Sagbo – Hull City – 2013–15[d]
- Ibrahim Sangaré – Nottingham Forest – 2023–
- Jean Michaël Seri – Fulham – 2018–19
- Olivier Tébily – Birmingham City – 2002–06
- Cheick Tioté – Newcastle United – 2010–16
- Kolo Touré (353) – Arsenal, Manchester City, Liverpool – 2002–16
- Yaya Touré – Manchester City – 2010–18
- Bénie Traoré – Sheffield United – 2023–24
- Hamed Traorè – Bournemouth – 2022–24
- Lacina Traoré – Everton – 2013–14
- Wilfried Zaha – Manchester United, Cardiff City, Crystal Palace – 2013–23[bf]
- Didier Zokora – Tottenham Hotspur – 2006–09

## Észak-Macedónia
- Ezgjan Alioszki (36) – Leeds United – 2020–21
- Gjorgji Hrisztov – Barnsley – 1997–98
- Goran Popov – West Bromwich Albion – 2012–14
- Artim Sakjiri – West Bromwich Albion – 2004–05
- Goce Sedloski – Sheffield Wednesday – 1997–98

## Észtország
- Ragnar Klavan – Liverpool – 2016–18
- Mart Poom – Derby County, Sunderland, Arsenal – 1996–03, 2006–07

## Fehéroroszország
- Aljakszandr Hleb (108) – Arsenal, Birmingham City – 2005–08, 2010–11
- Szjarhej Karnyilenka – Blackpool – 2010–11

## Feröer
- Gunnar Nielsen (1) – Manchester City – 2009–10

## Finnország
- Peter Enckelman – Aston Villa, Blackburn Rovers – 1999–2000, 2001–04
- Marcus Forss – Brentford – 2021–22
- Mikael Forssell – Chelsea, Birmingham City – 1998–99, 2001–02, 2003–06, 2007–08[bg]
- Sami Hyypiä – Liverpool – 1999–2009
- Jussi Jääskeläinen (436) – Bolton Wanderers, West Ham United – 2001–15
- Jonatan Johansson – Charlton Athletic – 2000–06[al]
- Toni Kallio – Fulham – 2008–10
- Joonas Kolkka – Crystal Palace – 2004–05
- Shefki Kuqi – Blackburn Rovers, Fulham, Newcastle United – 2005–08, 2010–11[bh]
- Jari Litmanen – Liverpool – 2000–02
- Antti Niemi – Southampton, Fulham – 2002–08
- Mixu Paatelainen – Bolton Wanderers – 1995–96
- Petri Pasanen – Portsmouth – 2003–04
- Teemu Pukki – Norwich City – 2019–20, 2021–22
- Aki Riihilahti – Crystal Palace – 2004–05
- Teemu Tainio – Tottenham Hotspur, Sunderland, Birmingham City – 2005–10
- Jimi Tauriainen – Chelsea – 2024–
- Hannu Tihinen – West Ham United – 2000–01
- Simo Valakari – Derby County – 2000–02

## Franciaország
- Samassi Abou – West Ham United – 1997–99[ae]
- Didier Agathe – Aston Villa – 2006–07[bi]
- Naouirou Ahamada – Crystal Palace – 2022–24
- Ibrahim Amadou – Norwich City – 2019–20[bj]
- Morgan Amalfitano – West Bromwich Albion, West Ham United – 2013–15
- Jordan Amavi – Aston Villa – 2015–16
- Jérémie Aliadière – Arsenal, West Ham United, Middlesbrough – 2001–09
- Bernard Allou – Nottingham Forest – 1998–99[ae]
- Pierre-Yves André – Bolton Wanderers – 2002–03[bk]
- Nicolas Anelka – Arsenal, Liverpool, Manchester City, Bolton Wanderers, Chelsea, West Bromwich Albion – 1996–99, 2001–05, 2006–12, 2013–14
- Alphonse Aréola – Fulham, West Ham United – 2020–
- Pegguy Arphexad – Leicester City, Liverpool – 1997–2000, 2001–02[bl]
- Lorenz Assignon – Burnley – 2023–24
- Cédric Avinel – Watford – 2006–07[bm]
- Ibrahim Ba – Bolton Wanderers – 2003–04[ag]
- Benoît Badiashile – Chelsea – 2022–
- Tiemoué Bakayoko – Chelsea – 2017–18
- Fabien Barthez – Manchester United – 2000–03
- David Bellion – Sunderland, Manchester United, West Ham United – 2001–06
- Hatem Ben Arfa – Newcastle United, Hull City – 2010–15
- Olivier Bernard – Newcastle United, Southampton – 2001–05
- Mathieu Berson – Aston Villa – 2004–05
- Giulian Biancone – Nottingham Forest – 2022–23
- Laurent Blanc – Manchester United – 2001–03
- Patrick Blondeau – Sheffield Wednesday – 1997–98
- Thierry Bonalair – Nottingham Forest – 1998–99
- Jérôme Bonnissel – Fulham – 2003–04
- Alexandre Bonnot – Watford – 1999–2000
- Jean-Alain Boumsong – Newcastle United – 2004–06[bj]
- Yohan Cabaye – Newcastle United, Crystal Palace – 2011–14, 2015–18
- Rémy Cabella – Newcastle United – 2014–15[bn]
- Zoumana Camara – Leeds United – 2003–04
- Vincent Candela – Bolton Wanderers – 2004–05
- Éric Cantona – Leeds United, Manchester United – 1992–97
- Étienne Capoue – Tottenham Hotspur, Watford – 2013–20
- Patrice Carteron – Sunderland – 2000–01
- Johan Cavalli – Watford – 2006–07[bn]
- Cyril Chapuis – Leeds United – 2003–04
- Laurent Charvet – Chelsea, Newcastle United, Manchester City – 1997–2001
- Bruno Cheyrou – Liverpool – 2002–04
- Pascal Chimbonda – Wigan Athletic, Tottenham Hotspur, Sunderland, Blackburn Rovers – 2005–11[bl][bm]
- Philippe Christanval – Fulham – 2005–08
- Gérald Cid – Bolton Wanderers – 2007–08
- Djibril Cissé – Liverpool, Sunderland, Queens Park Rangers – 2004–06, 2008–09, 2011–13
- Édouard Cissé – West Ham United – 2002–03
- Aly Cissokho – Liverpool, Aston Villa – 2013–16
- Gaël Clichy – Arsenal, Manchester City – 2003–17
- Patrick Colleter – Southampton – 1998–2000[bk]
- Francis Coquelin – Arsenal – 2011–13, 2014–18
- Woyo Coulibaly – Leicester City – 2025–
- Laurent Courtois – West Ham United – 2001–02
- Pascal Cygan – Arsenal – 2002–06
- Ousmane Dabo – Manchester City – 2006–07
- Olivier Dacourt – Everton, Leeds United, Fulham – 1998–99, 2000–03, 2008–09
- Stéphane Dalmat – Tottenham Hotspur – 2003–04
- Loïc Damour – Cardiff City – 2018–19
- Jean-Claude Darcheville – Nottingham Forest – 1998–99[bo][bp]
- Mickaël Debève – Middlesbrough – 2001–02
- Mathieu Debuchy – Newcastle United, Arsenal – 2012–17
- Moussa Dembélé – Fulham – 2013–14
- Marcel Desailly – Chelsea – 1998–2004[bq]
- Didier Deschamps – Chelsea – 1999–2000
- Abou Diaby – Arsenal – 2005–14
- Moussa Diaby – Aston Villa – 2023–24
- Adama Diakhaby – Huddersfield Town – 2018–19
- Modibo Diakité – Sunderland – 2013–14
- Ibrahima Diallo – Southampton – 2020–23
- Alou Diarra – West Ham United – 2012–13
- Lassana Diarra – Chelsea, Arsenal, Portsmouth – 2005–09
- Didier Digard – Middlesbrough – 2008–09
- Lucas Digne – Everton, Aston Villa – 2018–
- Bernard Diomède – Liverpool – 2000–01
- Issa Diop – West Ham United, Fulham – 2018–
- Axel Disasi – Chelsea – 2023–
- Sylvain Distin (469) – Newcastle United, Manchester City, Portsmouth, Everton, Bournemouth – 2001–16
- Martin Djetou – Fulham, Bolton Wanderers – 2002–04, 2005–06[ae]
- Youri Djorkaeff – Bolton Wanderers, Blackburn Rovers – 2001–05
- Didier Domi – Newcastle United, Leeds United – 1998–2001, 2003–04
- Pierre Ducrocq – Derby County – 2001–02
- Christophe Dugarry – Birmingham City – 2002–04
- Franck Dumas – Newcastle United – 1999–2000
- Odsonne Édouard – Crystal Palace, Leicester City – 2021–[bo]
- Mario Espartero – Bolton Wanderers – 2001–02
- Maxime Estève – Burnley – 2023–24
- Patrice Evra – Manchester United, West Ham United – 2005–14, 2017–18[ag]
- Romain Faivre – Bournemouth – 2023–24
- Julien Faubert – West Ham United – 2007–11[br]
- Fabrice Fernandes – Southampton, Bolton Wanderers – 2001–06
- Jean-Michel Ferri – Liverpool – 1998–99
- Mathieu Flamini – Arsenal, Crystal Palace – 2004–08, 2013–17
- Wesley Fofana – Leicester City, Chelsea – 2020–23, 2024–
- Marc-Antoine Fortuné – West Bromwich Albion – 2008–09, 2010–12[bo]
- Dimitri Foulquier – Watford – 2019–20[bm]
- William Gallas – Chelsea, Arsenal, Tottenham Hotspur – 2001–13
- Rémi Garde – Arsenal – 1996–99
- David Ginola – Newcastle United, Tottenham Hotspur, Aston Villa, Everton – 1995–2002
- Olivier Giroud – Arsenal, Chelsea – 2012–21
- Gaël Givet – Blackburn Rovers – 2008–12
- Alain Goma – Newcastle United, Fulham – 1999–2006
- Bafétimbi Gomis – Swansea City – 2014–16
- Yoan Gouffran – Newcastle United – 2012–16
- Hérold Goulon – Blackburn Rovers – 2010–11
- Elliot Grandin – Blackpool – 2010–11
- Xavier Gravelaine – Watford – 1999–2000
- François Grenet – Derby County – 2001–02[bs]
- Léandre Griffit – Southampton – 2003–05
- Gilles Grimandi – Arsenal – 1997–2002
- David Grondin – Arsenal – 1998–99
- Matteo Guendouzi – Arsenal – 2018–20
- Frédéric Guilbert – Aston Villa – 2019–20
- Stéphane Guivarc’h – Newcastle United – 1998–99
- Malo Gusto – Chelsea – 2023–
- Thierry Henry – Arsenal – 1999–2007, 2011–12
- Valérien Ismaël – Crystal Palace – 1997–98
- Younès Kaboul – Tottenham Hotspur, Portsmouth, Sunderland, Watford – 2007–18
- Boubacar Kamara – Aston Villa – 2022–
- Willy Kambwala – Manchester United – 2023–24[bt]
- N’Golo Kanté – Leicester City, Chelsea – 2015–23
- Olivier Kapo – Birmingham City, Wigan Athletic – 2007–10[ae]
- Christian Karembeu – Middlesbrough – 2000–01[bu]
- Marc Keller – West Ham United – 1998–2000
- Yann Kermorgant – Bournemouth – 2015–16[bk]
- Anthony Knockaert – Leicester City, Brighton & Hove Albion – 2014–15, 2017–19
- Ibrahima Konaté – Liverpool – 2021–
- Laurent Koscielny – Arsenal – 2010–19
- Layvin Kurzawa – Fulham – 2022–23
- Alexandre Lacazette – Arsenal – 2017–22
- Maxence Lacroix – Crystal Palace – 2024–
- Bernard Lama – West Ham United – 1997–98
- Bernard Lambourde – Chelsea – 1997–2001[bl]
- Lilian Laslandes – Sunderland – 2001–02
- Pierre Laurent – Leeds United – 1996–97
- Florent Laville – Bolton Wanderers – 2002–04
- Maxime Le Marchand – Fulham – 2018–19, 2020–21
- Ulrich Le Pen – Ipswich Town – 2001–02
- Anthony Le Tallec – Liverpool, Sunderland – 2003–06
- Frank Lebœuf – Chelsea – 1996–2001
- Pierre Lees-Melou – Norwich City – 2021–22
- Sylvain Legwinski – Fulham – 2001–06
- Florian Lejeune – Newcastle United – 2017–20
- Clément Lenglet – Tottenham Hotspur, Aston Villa – 2022–24
- Hugo Lloris – Tottenham Hotspur – 2012–23
- Matthieu Louis-Jean – Nottingham Forest – 1998–99
- Patrice Luzi – Liverpool – 2003–04
- Mickaël Madar – Everton – 1997–99
- Claude Makélélé – Chelsea – 2003–08[ab]
- Steed Malbranque – Fulham, Tottenham Hotspur, Sunderland – 2001–11[i]
- Florent Malouda – Chelsea – 2007–13[bo][bp]
- Steve Mandanda – Crystal Palace – 2016–17[ab]
- Mikael Mandron – Sunderland – 2012–13, 2014–15
- Eliaquim Mangala – Manchester City, Everton – 2014–16, 2017–18
- Sékou Mara – Southampton – 2022–23
- Steve Marlet – Fulham – 2001–04
- Anthony Martial – Manchester United – 2015–24
- Lilian Martin – Derby County – 2000–01
- Sylvain Marveaux – Newcastle United – 2011–14
- Han-Noah Massengo – Burnley – 2023–24
- Jean-Philippe Mateta – Crystal Palace – 2020–
- Neal Maupay – Brighton & Hove Albion, Everton, Brentford – 2019–24
- Youl Mawéné – Derby County – 2000–02
- Benjamin Mendy – Manchester City – 2017–22
- Bernard Mendy – Bolton Wanderers, Hull City – 2002–03, 2008–10
- Illan Meslier – Leeds United – 2020–23
- Anthony Modeste – Blackburn Rovers – 2011–12
- Lys Mousset – Bournemouth, Sheffield United  – 2016–21
- Steven Mouyokolo – Hull City, Wolverhampton Wanderers – 2009–11
- Yann M’Vila – Sunderland – 2015–16
- Christian Nadé – Sheffield United – 2006–07
- Lilian Nalis – Leicester City – 2003–04
- Samir Nasri – Arsenal, Manchester City, West Ham United – 2008–17, 2018–19
- Tanguy Ndombele – Tottenham Hotspur – 2019–22
- Christian Negouai – Manchester City – 2004–05[bv]
- David Ngog – Liverpool, Bolton Wanderers, Swansea City – 2008–12, 2013–14
- Bruno Ngotty – Bolton Wanderers – 2001–06
- Niels Nkounkou – Everton – 2020–21
- Christopher Nkunku – Chelsea – 2023–
- Charles N’Zogbia – Newcastle United, Wigan Athletic, Aston Villa – 2004–13, 2014–16
- Steven Nzonzi – Blackburn Rovers, Stoke City – 2009–15
- Gabriel Obertan – Manchester United, Newcastle United – 2009–16
- Wilson Odobert – Burnley, Tottenham Hotspur – 2023–
- Michael Olise – Crystal Palace – 2021–24[a]
- Noé Pamarot – Tottenham Hotspur, Portsmouth – 2004–09
- Dimitri Payet – West Ham United – 2015–17[bi]
- Lionel Pérez – Sunderland – 1996–97
- Sébastien Pérez – Blackburn Rovers – 1998–99
- Vincent Péricard – Portsmouth, Stoke City – 2003–04, 2005–06, 2008–09[bj]
- Romain Perraud – Southampton – 2021–23
- Emmanuel Petit – Arsenal, Chelsea – 1997–2000, 2001–04
- Jérémy Pied – Southampton – 2016–18
- Frédéric Piquionne – Portsmouth, West Ham United – 2009–11[bu][br]
- Robert Pirès – Arsenal, Aston Villa – 2000–06, 2010–11
- Damien Plessis – Liverpool – 2007–09
- Paul Pogba – Manchester United – 2011–12, 2016–22
- William Prunier – Manchester United – 1995–96
- Sébastien Puygrenier – Bolton Wanderers – 2008–09
- Franck Queudrue – Middlesbrough, Fulham, Birmingham City – 2001–08, 2009–10
- Loïc Rémy – Queens Park Rangers, Newcastle United, Chelsea, Crystal Palace – 2012–17
- Anthony Réveillère – Sunderland – 2014–15
- Emmanuel Rivière – Newcastle United – 2014–16[bv][br]
- Laurent Robert – Newcastle United, Portsmouth, Derby County – 2001–06, 2007–08[bi]
- Bruno Rodriguez – Bradford City – 1999–2000
- Franck Rolling – Leicester City – 1996–97
- Éric Roy – Sunderland – 1999–2001
- Georginio Rutter – Leeds United, Brighton & Hove Albion – 2022–23, 2024–
- Bacary Sagna – Arsenal, Manchester City – 2007–17
- Yaya Sanogo – Arsenal, Crystal Palace – 2013–15
- Louis Saha – Newcastle United, Fulham, Manchester United, Everton, Tottenham Hotspur, Sunderland – 1998–99, 2001–13
- Allan Saint-Maximin – Newcastle United – 2019–23
- Mamadou Sakho – Liverpool, Crystal Palace – 2013–21
- William Saliba – Arsenal – 2022–
- Morgan Sanson – Aston Villa – 2020–23
- Malang Sarr – Chelsea – 2021–22
- Sébastien Schemmel – West Ham United, Portsmouth – 2000–04
- Morgan Schneiderlin – Southampton, Manchester United, Everton – 2012–20
- Antoine Sibierski – Manchester City, Newcastle United, Wigan Athletic – 2003–09
- Djibril Sidibé – Everton – 2019–20
- Mikaël Silvestre – Manchester United, Arsenal – 1999–2010
- Florent Sinama Pongolle – Liverpool, Blackburn Rovers – 2003–06[bi]
- Moussa Sissoko – Newcastle United, Tottenham Hotspur, Watford – 2012–22
- David Sommeil – Manchester City, Sheffield United – 2002–07[bl][bm]
- Boubakary Soumaré – Leicester City – 2021–23, 2024–
- Sébastien Squillaci – Arsenal – 2010–12[bn]
- Benjamin Stambouli – Tottenham Hotspur – 2014–15
- Ludovic Sylvestre – Blackpool – 2010–11
- Allan Tchaptchet – Southampton – 2020–21
- David Terrier – West Ham United – 1997–98
- Florian Thauvin – Newcastle United – 2015–16
- Kévin Théophile-Catherine – Cardiff City – 2013–14
- Jean-Clair Todibo – West Ham United – 2024–[bo]
- Lesley Ugochukwu – Chelsea, Southampton – 2023–
- Patrick Valéry – Blackburn Rovers – 1997–98
- Raphaël Varane – Manchester United – 2021–24
- Jordan Veretout – Aston Villa – 2015–16
- Patrick Vieira – Arsenal, Manchester City – 1996–2005, 2009–11[ag]
- Grégory Vignal – Liverpool, Portsmouth, Birmingham City – 2000–03, 2005–06, 2009–10
- Jean-Guy Wallemme – Coventry City – 1998–99
- Sylvain Wiltord – Arsenal – 2000–04
- Mapou Yanga-Mbiwa – Newcastle United – 2012–14[bw]
- Leny Yoro – Manchester United – 2024–
- Kurt Zouma – Chelsea, Stoke City, Everton, West Ham United – 2014–24
- Ronald Zubar – Wolverhampton Wanderers – 2009–12[bl][bm]

## Fülöp-szigetek
- Neil Etheridge (38) – Cardiff City – 2018–19[a][bx]

## Gabon
- Pierre-Emerick Aubameyang (143) – Arsenal, Chelsea – 2017–23[d][f]
- Daniel Cousin – Hull City – 2008–10
- Bruno Ecuele Manga – Cardiff City – 2018–19
- Mario Lemina (143) – Southampton, Fulham, Wolverhampton Wanderers – 2017–19, 2020–21, 2022–[f]
- Didier Ndong – Sunderland – 2016–17

## Gambia
- Modou Barrow (51) – Swansea City – 2014–17
- Yankuba Minteh – Brighton & Hove Albion – 2024–

## Ghána
- Albert Adomah – Middlesbrough – 2016–17[a]
- Junior Agogo – Sheffield Wednesday – 1997–99[by]
- Patrick Agyemang – Queens Park Rangers – 2011–12[a]
- Daniel Amartey – Leicester City – 2015–19, 2020–23
- Christian Atsu – Everton, Newcastle United – 2014–15, 2017–20
- André Ayew – Swansea City, West Ham United, Nottingham Forest – 2015–18, 2022–23[d]
- Jordan Ayew (289) – Aston Villa, Swansea City, Crystal Palace, Leicester City – 2015–[d]
- Derek Boateng – Fulham – 2013–14
- Kevin-Prince Boateng – Tottenham Hotspur, Portsmouth – 2007–10[bg][bz]
- Malik Buari – Fulham – 2003–04[bx]
- Joe Dodoo – Leicester City – 2015–16[bd]
- Michael Essien – Chelsea – 2005–12, 2013–14
- Abdul Fatawu – Leicester City – 2024–
- Tariqe Fosu – Brentford – 2021–22[a][bd]
- Emmanuel Frimpong – Arsenal, Wolverhampton Wanderers, Fulham – 2011–13[ca]
- Asamoah Gyan – Sunderland – 2010–12
- Elvis Hammond – Fulham – 2002–03, 2004–05
- Richard Kingson – Birmingham City, Wigan Athletic, Blackpool – 2007–09, 2010–11
- Mohammed Kudus – West Ham United – 2023–
- Nii Lamptey – Aston Villa, Coventry City – 1994–96
- Tariq Lamptey – Chelsea, Brighton & Hove Albion – 2019–[a][n]
- John Mensah – Sunderland – 2009–11
- Sulley Muntari – Portsmouth, Sunderland – 2007–08, 2010–11
- Alex Nyarko – Everton – 2000–01, 2003–04
- Denis Odoi – Fulham – 2018–19, 2020–21[i][cb]
- Quincy Owusu-Abeyie – Arsenal, Portsmouth – 2004–06, 2009–10[ax][av]
- John Paintsil – West Ham United, Fulham – 2006–11
- Thomas Partey – Arsenal – 2020–
- Baba Rahman – Chelsea – 2015–16
- Mohammed Salisu – Southampton – 2020–23
- Lloyd Sam – Charlton Athletic – 2004–07[a][w]
- Jeffrey Schlupp – Leicester City, Crystal Palace – 2014–[ao]
- Antoine Semenyo – Bournemouth – 2022–[a]
- Kamaldeen Sulemana – Southampton – 2022–23, 2024–
- Tony Yeboah – Leeds United – 1994–97

## Gibraltár
- Danny Higginbotham (210) – Manchester United, Derby County, Southampton, Sunderland, Stoke City – 1999–2005, 2007–12[a]

## Görögország
- Dzordz Bálndok – Sheffield United – 2019–21, 2023–24[a]
- Angelosz Baszinász – Portsmouth – 2008–10
- Vasszilisz Borbokisz – Derby County – 1998–2000
- Konsztantinosz Chalkiász – Portsmouth – 2004–05
- Nikosz Dabizasz (148) – Newcastle United, Leicester City – 1997–2004
- Giorgosz Donisz – Blackburn Rovers – 1996–97[bg]
- Theofánisz Gékasz – Portsmouth – 2008–09
- Georgiosz Georgiadisz – Newcastle United – 1998–99
- Szteliosz Jannakopulosz – Bolton Wanderers, Hull City – 2003–09
- Dimítriosz Jannúlisz – Norwich City – 2021–22
- Joszíf Holévasz – Watford – 2015–20[bg]
- Jórgosz Karangúnisz – Fulham – 2012–14
- Orésztisz Karnézisz – Watford – 2017–18
- Kosztasz Konsztantinidisz – Bolton Wanderers – 2001–02[bg]
- Szotírisz Kirjiákosz – Liverpool, Sunderland – 2009–12
- Vasszilisz Lakisz – Crystal Palace – 2004–05
- Harálamposz Mavríasz – Sunderland – 2013–14
- Konsztandínosz Mavropánosz – Arsenal, West Ham United – 2017–19, 2023–
- Kósztasz Mítroglu – Fulham – 2013–14
- Vangélisz Mórasz – Swansea City – 2011–12
- Szokrátisz Papasztathópulosz – Arsenal – 2018–20
- Jórgosz Szamarász – Manchester City, West Bromwich Albion – 2005–08, 2014–15
- Jánisz Szkopelitisz – Portsmouth – 2004–06
- Kósztasz Sztafilídisz – Stoke City – 2017–18
- Efsztathiosz Tavlaridisz – Arsenal – 2002–03
- Konsztandínosz Cimíkasz – Liverpool – 2020–
- Hrísztosz Dzólisz – Norwich City – 2021–22
- Apósztolosz Véliosz – Everton – 2010–13
- Odiszéasz Vlahodímosz – Nottingham Forest – 2023–24[ao][bz]
- Theódorosz Zagorákisz – Leicester City – 1997–2000

## Grenada
- Shandon Baptiste – Brentford – 2021–24
- Delroy Facey – Bolton Wanderers – 2002–04[a]
- Jason Roberts (221) – West Bromwich Albion, Portsmouth, Wigan Athletic, Blackburn Rovers, Reading – 2002–04, 2005–13[a]

## Grúzia
- Rati Alekszidze – Chelsea FC – 2000–01
- Miheil Kavelasvili – Manchester City FC – 1995–96
- Temur Kecbaia – Newcastle United FC – 1997–00
- Zurab Hizanisvili – Blackburn Rovers FC – 2005–08
- Giorgi Kinkladze – Manchester City FC, Derby County FC – 1995–96, 1999–02

## Guatemala
- Nathaniel Mendez-Laing (20) – Cardiff City – 2018–19[a][ca]

## Guinea
- Mohammed Camara – Derby County – 2007–08
- Titi Camara – Liverpool, West Ham United – 1999–2003
- Ibrahima Cissé – Fulham – 2018–19[i][j]
- Kaba Diawara – Arsenal, West Ham United – 1998–99, 2000–01[d][f]
- Naby Keïta (84) – Liverpool – 2018–23
- Kamil Zayatte – Hull City – 2008–10

## Guyana
- Matthew Briggs – Fulham – 2006–07, 2010–14[a][n]
- Carl Cort (111) – Wimbledon, Newcastle United, Wolverhampton Wanderers – 1996–2004[a][n]
- Leon Cort – Stoke City, Burnley – 2008–10[a]
- Neil Danns – Blackburn Rovers, Birmingham City – 2002–04, 2007–08[a]

## Haiti
- Jean-Ricner Bellegarde – Wolverhampton Wanderers – 2023-[d][f]

## Hollandia
- Patrick van Aanholt – Chelsea, Wigan Athletic, Sunderland, Crystal Palace – 2009–10, 2011–12, 2014–21
- Nabil Abidallah – Ipswich Town – 2000–01
- Ibrahim Afellay – Stoke City – 2015–18
- Nathan Aké – Chelsea, Watford, Bournemouth, Manchester City – 2012–
- Ryan Babel – Liverpool, Fulham – 2007–11, 2018–19
- Donny van de Beek – Manchester United, Everton – 2020–24
- Sepp van den Berg – Brentford – 2024–
- Steven Berghuis – Watford – 2015–16
- Dennis Bergkamp – Arsenal – 1995–2006
- Steven Bergwijn – Tottenham Hotspur – 2019–22
- Daley Blind – Manchester United – 2014–18
- Regi Blinker – Sheffield Wednesday – 1995–97[cc]
- George Boateng (384) – Coventry City, Aston Villa, Middlesbrough, Hull City – 1997–2010[bq]
- Jeroen Boere – West Ham United – 1993–96
- Lamare Bogarde – Aston Villa – 2024–
- Winston Bogarde – Chelsea – 2000–01
- Marco Boogers – West Ham United – 1995–96
- Paul Bosvelt – Manchester City – 2003–05
- Sven Botman – Newcastle United – 2022–24
- Khalid Boulahrouz – Chelsea – 2006–07
- Wilfred Bouma – Aston Villa – 2005–08
- Giovanni van Bronckhorst – Arsenal – 2001–03
- Jeffrey Bruma – Chelsea – 2009–11
- Alexander Büttner – Manchester United – 2012–14
- Tahith Chong – Manchester United, Luton Town – 2018–20, 2023–24[ay]
- Jordy Clasie – Southampton – 2015–17
- Jordi Cruyff – Manchester United – 1996–2000[cd]
- Arnaut Danjuma – Bournemouth, Tottenham Hotspur, Everton – 2019–20, 2022–24[l]
- Chris David – Fulham – 2013–14
- Edgar Davids – Tottenham Hotspur – 2005–07[cc]
- Memphis Depay – Manchester United – 2015–17
- Virgil van Dijk – Southampton, Liverpool – 2015–
- Sieb Dijkstra – Queens Park Rangers – 1994–95
- Royston Drenthe – Everton – 2011–12
- Anwar El Ghazi – Aston Villa, Everton – 2019–22
- Eljero Elia – Southampton – 2014–15
- Urby Emanuelson – Fulham – 2012–13
- Marvin Emnes – Middlesbrough, Swansea City – 2008–09, 2013–16
- Leroy Fer – Norwich City, Queens Park Rangers, Swansea City – 2013–18
- Mark Flekken – Brentford – 2023–
- Timothy Fosu-Mensah – Manchester United, Crystal Palace, Fulham – 2015–21
- Fabian de Freitas – Bolton Wanderers – 1995–96[cc]
- Cody Gakpo – Liverpool – 2022–
- Marco van Ginkel – Chelsea, Stoke City – 2013–14, 2015–16
- Ulrich van Gobbel – Southampton – 1996–98[cc]
- Ed de Goeij – Chelsea – 1997–2003
- Raimond van der Gouw – Manchester United – 1996–2002
- Ryan Gravenberch – Liverpool – 2023–
- Alfons Groenendijk – Manchester City – 1993–94
- Ruud Gullit – Chelsea – 1995–98
- Jonathan de Guzmán – Swansea City – 2012–14[ce]
- Gustavo Hamer – Sheffield United – 2023–24[cf]
- Jimmy Floyd Hasselbaink – Leeds United, Chelsea, Middlesbrough, Charlton Athletic – 1997–99, 2000–07[cc]
- Jan Paul van Hecke – Brighton & Hove Albion – 2022–
- John Heitinga – Everton, Fulham – 2009–14
- Glenn Helder – Arsenal – 1994–97
- Laurens ten Heuvel – Barnsley – 1997–98
- Wesley Hoedt – Southampton – 2017–19
- Ki-Jana Hoever – Wolverhampton Wanderers – 2020–22
- Pierre van Hooijdonk – Nottingham Forest – 1996–97, 1998–99
- Jos Hooiveld – Southampton – 2012–14
- Mike van der Hoorn – Swansea City – 2016–18
- Daryl Janmaat – Newcastle United, Watford – 2014–20
- Vincent Janssen – Tottenham Hotspur – 2016–19
- Collins John – Fulham – 2003–08[cg]
- Luuk de Jong – Newcastle United – 2013–14[y]
- Nigel de Jong – Manchester City – 2008–13
- Siem de Jong – Newcastle United – 2014–16[y]
- Wim Jonk – Sheffield Wednesday – 1998–2000
- John Karelse – Newcastle United – 1999–2000
- Orpheo Keizerweerd – Oldham Athletic – 1992–93[cc]
- Davy Klaassen – Everton – 2017–18
- Justin Kluivert – Bournemouth – 2023–
- Patrick Kluivert – Newcastle United – 2004–05
- Terence Kongolo – Huddersfield Town, Fulham – 2017–19, 2020–21[y]
- Willem Korsten – Leeds United, Tottenham Hotspur – 1998–2001
- Jan Kromkamp – Liverpool – 2005–06
- Tim Krul – Newcastle United, Norwich City – 2010–16, 2019–20, 2021–22
- Dirk Kuijt – Liverpool – 2006–12
- Robin van der Laan – Derby County – 1996–98
- Denny Landzaat – Wigan Athletic – 2006–08
- Rajiv van La Parra – Huddersfield Town – 2017–19
- Jeremain Lens – Sunderland – 2015–17
- Matthijs de Ligt – Manchester United – 2024–
- Ian Maatsen – Chelsea, Aston Villa – 2023–
- Sherjill MacDonald – West Bromwich Albion – 2008–09
- Tyrell Malacia – Manchester United – 2022–23, 2024–
- Donyell Malen – Aston Villa – 2025–*Bruno Martins Indi – Stoke City – 2016–18[ai]
- Erik Meijer – Liverpool – 1999–2001
- Mario Melchiot – Chelsea, Birmingham City, Wigan Athletic – 1999–2006, 2007–09
- Andy van der Meyde – Everton – 2005–07, 2008–09
- Robert Molenaar – Leeds United, Bradford City – 1996–99, 2000–01
- Ken Monkou – Southampton – 1992–99[cc]
- Kiki Musampa – Manchester City – 2004–06[ab]
- Riga Mustapha – Bolton Wanderers – 2008–10[bq]
- Luciano Narsingh – Swansea City – 2016–18
- Luc Nijholt – Swindon Town – 1993–94
- Ruud van Nistelrooy – Manchester United – 2001–06
- André Ooijer – Blackburn Rovers – 2006–09
- Marc Overmars – Arsenal – 1997–2000
- Robin van Persie – Arsenal, Manchester United – 2004–15
- Bobby Petta – Fulham – 2003–04
- Erik Pieters – Stoke City, Burnley – 2013–18, 2019–22
- Stefan Postma – Aston Villa – 2002–05
- Davy Pröpper – Brighton & Hove Albion – 2017–21
- Michael Reiziger – Middlesbrough – 2004–06
- Karim Rekik – Manchester City – 2012–13
- Martijn Reuser – Ipswich Town – 2000–02
- Daniël de Ridder – Birmingham City, Wigan Athletic – 2007–09
- Jaïro Riedewald – Crystal Palace – 2017–18, 2019–24
- Maceo Rigters – Blackburn Rovers – 2007–08
- Arjen Robben – Chelsea – 2004–07
- Marten de Roon – Middlesbrough – 2016–17
- Bryan Roy – Nottingham Forest – 1994–97
- Edwin van der Sar – Fulham, Manchester United – 2001–11
- Hans Segers – Wimbledon, Tottenham Hotspur – 1992–96, 1998–99
- Gerald Sibon – Sheffield Wednesday – 1999–2000
- Richard Sneekes – Bolton Wanderers – 1995–96
- Jaap Stam – Manchester United – 1998–2002
- Ronnie Stam – Wigan Athletic – 2010–13
- Maarten Stekelenburg – Fulham, Southampton, Everton – 2013–14, 2015–17
- Pascal Struijk – Leeds United – 2020–23[i]
- Crysencio Summerville – Leeds United, West Ham United – 2021–23, 2024–
- Kenny Tete – Fulham – 2020–21, 2022–
- Dwight Tiendalli – Swansea City – 2012–15[ch]
- Jurriën Timber – Arsenal – 2023–
- Orlando Trustfull – Sheffield Wednesday – 1996–97
- Rafael van der Vaart – Tottenham Hotspur – 2010–13
- Joël Veltman – Brighton & Hove Albion – 2020–
- Micky van de Ven – Tottenham Hotspur – 2023–
- Jan Vennegoor of Hesselink – Hull City – 2009–10
- Bart Verbruggen – Brighton & Hove Albion – 2023–
- Ron Vlaar – Aston Villa — 2012–15
- Michel Vonk – Manchester City – 1992–95
- Michel Vorm – Swansea City, Tottenham Hotspur – 2011–19
- Dorus de Vries – Wolverhampton Wanderers – 2011–12
- Harald Wapenaar – Portsmouth – 2003–04
- Wout Weghorst – Burnley, Manchester United – 2021–23
- Sander Westerveld – Liverpool, Portsmouth, Everton – 1999–2002, 2005–06
- Mats Wieffer – Brighton & Hove Albion – 2024–
- Gerard Wiekens – Manchester City – 2000–01, 2002–03
- Georginio Wijnaldum – Newcastle United, Liverpool – 2015–21
- Clyde Wijnhard – Leeds United – 1998–99[cc]
- Jetro Willems – Newcastle United – 2019–20
- Ron Willems – Derby County – 1996–98
- Fabian Wilnis – Ipswich Town – 2000–02[cc]
- Richard Witschge – Blackburn Rovers – 1994–95
- Ricky van Wolfswinkel – Norwich City – 2013–14
- Nordin Wooter – Watford – 1999–2000
- Marvin Zeegelaar – Watford – 2017–18
- Arjan de Zeeuw – Barnsley, Portsmouth, Wigan Athletic – 1997–98, 2003–07
- Boudewijn Zenden – Chelsea, Middlesbrough, Liverpool, Sunderland – 2001–07, 2009–11
- Joshua Zirkzee – Manchester United – 2024–
- Gianni Zuiverloon – West Bromwich Albion – 2008–09, 2010–11

## Honduras
- Roger Espinoza – Wigan Athletic – 2012–13
- Maynor Figueroa (214) – Wigan Athletic, Hull City – 2007–15
- Iván Guerrero – Coventry City – 2000–01
- Milton Núñez – Sunderland – 1999–2000
- Wilson Palacios – Birmingham City, Wigan Athletic, Tottenham Hotspur, Stoke City – 2007–15
- Hendry Thomas – Wigan Athletic – 2009–11

## Horvátország
- Aljoša Asanović – Derby County – 1996–98
- Boško Balaban – Aston Villa – 2001–02
- Slaven Bilić – West Ham United, Everton – 1995–99
- Igor Bišćan – Liverpool – 2000–05
- Alen Bokšić – Middlesbrough – 2000–03
- Duje Ćaleta-Car – Southampton – 2022–23
- Vedran Ćorluka – Manchester City, Tottenham Hotspur – 2007–12[ci]
- Eduardo – Arsenal – 2007–08, 2009–10[cf]
- Ivo Grbić – Sheffield United – 2023–24
- Joško Gvardiol – Manchester City – 2023–
- Nikica Jelavić – Everton, Hull City, West Ham United – 2011–16[ci]
- Nikola Jerkan – Nottingham Forest – 1996–97
- Nikola Kalinić – Blackburn Rovers – 2009–11
- Ivan Klasnić – Bolton Wanderers – 2009–12[bg]
- Mateo Kovačić (183) – Chelsea, Manchester City – 2018–[bc]
- Andrej Kramarić – Leicester City – 2014–16
- Niko Kranjčar – Portsmouth, Tottenham Hotspur, Queens Park Rangers – 2006–12, 2014–15
- Filip Krovinović – West Bromwich Albion – 2020–21
- Dejan Lovren – Southampton, Liverpool – 2013–20[ci]
- Silvio Marić – Newcastle United – 1998–2000
- Luka Modrić – Tottenham Hotspur – 2008–12
- Ivica Mornar – Portsmouth – 2003–04, 2005–06
- Mislav Oršić – Southampton – 2022–23
- Ivan Perišić – Tottenham Hotspur – 2022–24
- Mladen Petrić – Fulham, West Ham United – 2012–14[ci]
- Mario Stanić – Chelsea – 2000–04[ci]
- Igor Štimac – Derby County, West Ham United – 1996–2001
- Davor Šuker – Arsenal, West Ham United – 1999–2001
- Nikola Vlašić – Everton, West Ham United – 2017–18, 2021–22
- Boris Živković – Portsmouth – 2003–04[ci]

## Indonézia
- Jordi Amat (52) – Swansea City – 2013–17[p][be][cd]

## Irán
- Karim Bágeri – Charlton Athletic – 2000–01
- Askán Dezsága – Fulham – 2012–14[bz]
- Alireza Dzsahánbahs – Brighton & Hove Albion – 2018–21
- Számán Kodúsz (51) – Brentford – 2021–24[al][am]
- Andránik Tejmurján – Bolton Wanderers, Fulham – 2006–09

## Irak
- Alí el-Hamádí (8) – Ipswich Town – 2024–

## Izland
- Guðni Bergsson – Tottenham Hotspur, Bolton Wanderers – 1992–93, 1995–96, 1997–98, 2001–03
- Eiður Guðjohnsen – Chelsea, Tottenham Hotspur, Stoke City, Fulham – 2000–06, 2009–11
- Joey Guðjónsson – Aston Villa, Wolverhampton Wanderers, Burnley – 2002–04, 2009–10
- Þórður Guðjónsson – Derby County – 2000–01
- Jóhann Berg Guðmundsson – Burnley – 2016–22, 2023–24
- Jóhann Birnir Guðmundsson – Watford – 1999–2000
- Aron Gunnarsson – Cardiff City – 2013–14, 2018–19
- Brynjar Gunnarsson – Reading – 2006–08
- Arnar Gunnlaugsson – Bolton Wanderers, Leicester City – 1997–2002
- Heiðar Helguson – Watford, Fulham, Bolton Wanderers, Queens Park Rangers – 1999–2000, 2005–09, 2011–12
- Hermann Hreiðarsson (332) – Crystal Palace, Wimbledon, Ipswich Town, Charlton Athletic, Portsmouth – 1997–98, 1999–2002, 2003–10
- Ívar Ingimarsson – Reading – 2006–08
- Eggert Jónsson – Wolverhampton Wanderers – 2011–12
- Þorvaldur Örlygsson – Nottingham Forest – 1992–93[cj]
- Rúnar Alex Rúnarsson – Arsenal – 2020–21
- Gylfi Sigurðsson – Swansea City, Tottenham Hotspur, Everton – 2011–21
- Lárus Sigurðsson – West Bromwich Albion – 2002–03
- Grétar Steinsson – Bolton Wanderers – 2007–12
- Hákon Valdimarsson – Brentford – 2024–

## Izrael
- Walid Badir – Wimbledon – 1999–2000
- Josszí Benájún (194) – West Ham United, Liverpool, Chelsea, Arsenal – 2005–13
- Tal Ben-Háim – Bolton Wanderers, Chelsea, Manchester City, Sunderland, Portsmouth, West Ham United, Queens Park Rangers – 2004–11, 2012–13
- Eyal Berkovic – Southampton, West Ham United, Manchester City, Portsmouth – 1996–99, 2002–05
- Támír Kóhén – Bolton Wanderers – 2007–11
- Najwan Ghrayib – Aston Villa – 1999–2000
- Tomer Hemed – Brighton & Hove Albion – 2017–18
- Yaniv Katan – West Ham United – 2005–06
- Beram Kayal – Brighton & Hove Albion – 2017–19
- Dekel Keinan – Blackpool – 2010–11
- Avi Nimni – Derby County – 1999–2000
- Ronny Rosenthal – Liverpool, Tottenham Hotspur – 1992–97
- Ben Szahar – Chelsea – 2006–07
- Itay Shechter – Swansea City – 2012–13
- Manor Szolomon – Fulham, Tottenham Hotspur – 2022–24
- Idan Tal – Everton, Bolton Wanderers – 2000–02, 2006–07
- Itzik Zohar – Crystal Palace – 1997–98

## Írország
- Keith Andrews – Wolverhampton Wanderers, Blackburn Rovers, West Bromwich Albion – 2003–04, 2008–12
- Harry Arter – Bournemouth, Cardiff City – 2015–19[a]
- Phil Babb – Coventry City, Liverpool, Sunderland – 1992–99, 2002–03[a]
- Graham Barrett – Arsenal – 1999–2000
- Gavin Bazunu – Southampton – 2022–23
- Leon Best – Southampton, Newcastle United – 2004–05, 2010–12[a]
- Willie Boland – Coventry City – 1992–98
- Danny Boxall – Crystal Palace – 1997–98[a]
- Lee Boylan – West Ham United – 1996–97[a][bd]
- Robbie Brady – Hull City, Norwich City, Burnley – 2013–21
- Keith Branagan – Bolton Wanderers, Ipswich Town – 1995–96, 1997–98, 2000–02[a]
- Gary Breen – Coventry City, West Ham United, Sunderland – 1996–2001, 2002–03, 2005–06[a]
- Paul Butler – Sunderland, Wolverhampton Wanderers – 1999–2001, 2003–04[a]
- Thomas Butler – Sunderland – 1999–2003
- Shaun Byrne – West Ham United – 1999–2000, 2001–02[a]
- Thomas Cannon – Everton – 2022–24[a]
- Brian Carey – Leicester City – 1994–95
- Stephen Carr – Tottenham Hotspur, Newcastle United, Birmingham City – 1993–94, 1996–2001, 2002–08, 2009–11
- Samir Carruthers – Aston Villa – 2011–12[a]
- Lee Carsley – Derby County, Blackburn Rovers, Coventry City, Everton, Birmingham City – 1996–99, 2000–08, 2009–10[a]
- Tony Cascarino – Chelsea – 1992–94[a]
- Cyrus Christie – Fulham – 2018–19[a]
- Ciaran Clark – Aston Villa, Newcastle United – 2009–16, 2017–22[a][w]
- Clive Clarke – West Ham United – 2005–06
- Séamus Coleman – Everton – 2009–
- Nick Colgan – Chelsea – 1996–97
- Nathan Collins – Burnley, Wolverhampton Wanderers, Brentford – 2021–
- Aaron Connolly – Brighton & Hove Albion – 2019–22
- David Connolly – Wigan Athletic, Sunderland – 2005–08[a]
- Conor Coventry – West Ham United – 2022–23[a]
- Simon Cox – West Bromwich Albion – 2010–12[a]
- Owen Coyle – Bolton Wanderers – 1995–96[s]
- Jim Crawford – Newcastle United – 1996–97[ck]
- Josh Cullen – West Ham United, Burnley – 2015–16, 2017–18, 2023–24[a][bx]
- Micky Cummins – Middlesbrough – 1998–2000
- Greg Cunningham – Manchester City, Cardiff City – 2009–10, 2018–19
- Kenny Cunningham – Wimbledon, Birmingham City – 1994–2000, 2002–06
- Liam Daish – Coventry City – 1995–97[a]
- Damien Delaney – Leicester City, Crystal Palace – 2000–02, 2013–18
- Rory Delap – Derby County, Southampton, Sunderland, Stoke City – 1997–2006, 2008–13[a]
- Gary Doherty – Tottenham Hotspur, Norwich City – 1999–2005
- Matt Doherty – Wolverhampton Wanderers, Tottenham Hotspur – 2011–12, 2018–
- Aaron Doran – Blackburn Rovers – 2008–09
- Jonathan Douglas – Blackburn Rovers – 2002–05
- Colin Doyle – Birmingham City – 2007–08, 2010–11
- Kevin Doyle – Reading, Wolverhampton Wanderers, Crystal Palace – 2006–08, 2009–12, 2014–15
- Damien Duff – Blackburn Rovers, Chelsea, Newcastle United, Fulham – 1996–99, 2001–14
- Shane Duffy – Everton, Brighton & Hove Albion, Fulham – 2011–13, 2017–20, 2021–23[cl][cm]
- Jimmy Dunne – Burnley – 2020–21
- Richard Dunne – Everton, Manchester City, Aston Villa, Queens Park Rangers – 1996–2001, 2002–12, 2014–15
- John Egan – Sheffield United – 2019–21, 2023–24
- Rob Elliot – Newcastle United – 2012–16, 2017–18[a]
- Stephen Elliott – Manchester City, Sunderland – 2003–04, 2005–06
- Mickey Evans – Southampton – 1996–98[a]
- Keith Fahey – Birmingham City – 2009–11
- Gareth Farrelly – Aston Villa, Everton, Bolton Wanderers – 1995–99, 2001–03
- Neale Fenn – Tottenham Hotspur – 1996–98[a]
- Evan Ferguson – Brighton & Hove Albion – 2021–
- Steve Finnan – Fulham, Liverpool, Portsmouth – 2001–08, 2009–10
- Scott Fitzgerald – Wimbledon – 1992–96[a]
- Curtis Fleming – Middlesbrough – 1992–93, 1995–97, 1998–2002[a]
- Willo Flood – Manchester City – 2004–06
- Caleb Folan – Wigan Athletic, Hull City – 2006–10[a]
- Tony Folan – Crystal Palace – 1997–98[a]
- Dominic Foley – Watford – 1999–2000
- Kevin Foley – Wolverhampton Wanderers – 2009–12[a]
- Anthony Forde – Wolverhampton Wanderers – 2011–12
- Nathan Fraser – Wolverhampton Wanderers – 2023–24[a]
- Owen Garvan – Crystal Palace – 2013–14
- Jason Gavin – Middlesbrough – 1998–2002
- Derek Geary – Sheffield United – 2006–07
- Darron Gibson – Manchester United, Everton, Sunderland – 2008–17[cl]
- Rory Ginty – Crystal Palace – 1997–98
- Shay Given (451) – Blackburn Rovers, Newcastle United, Manchester City, Aston Villa, Stoke City – 1996–2010, 2011–13, 2014–17
- Jon Goodman – Wimbledon – 1994–97[a]
- Reece Grego-Cox – Queens Park Rangers – 2014–15[a]
- Michael Harriman – Queens Park Rangers – 2011–13[a]
- Ian Harte – Leeds United, Sunderland, Reading – 1995–2004, 2007–08, 2012–13
- Jeff Hendrick – Burnley, Newcastle United – 2016–22
- Joe Hodge – Wolverhampton Wanderers – 2022–23[a][ca]
- Matt Holland – Ipswich Town, Charlton Athletic – 2000–02, 2003–07[a]
- Wes Hoolahan – Norwich City – 2011–14, 2015–16
- Ray Houghton – Aston Villa, Crystal Palace – 1992–95[s]
- Conor Hourihane – Aston Villa – 2019–21
- Noel Hunt – Reading – 2012–13
- Stephen Hunt – Reading, Hull City, Wolverhampton Wanderers – 2006–08, 2009–12
- Adam Idah – Norwich City – 2019–20, 2021–22
- Stephen Ireland – Manchester City, Aston Villa, Newcastle United, Stoke City – 2005–16, 2017–18
- Denis Irwin – Manchester United, Wolverhampton Wanderers – 1992–2002, 2003–04
- Graham Kavanagh – Middlesbrough, Wigan Athletic – 1992–93, 1995–96, 2005–07
- Robbie Keane – Coventry City, Leeds United, Tottenham Hotspur, Liverpool, West Ham United, Aston Villa – 1999–2012
- Roy Keane – Nottingham Forest, Manchester United – 1992–2006
- Will Keane – Manchester United, Hull City – 2011–12, 2015–17[a][n]
- Caoimhín Kelleher – Liverpool – 2020–
- Alan Kelly – Sheffield United, Blackburn Rovers – 1992–94, 2001–03[a]
- David Kelly – Sunderland – 1996–97[a]
- Gary Kelly – Leeds United – 1993–98, 1999–2004
- Stephen Kelly – Tottenham Hotspur, Birmingham City, Stoke City, Fulham, Reading – 2003–06, 2007–13
- Jeff Kenna – Southampton, Blackburn Rovers, Birmingham City – 1992–99, 2002–04
- Mark Kennedy – Liverpool, Wimbledon, Manchester City, Wolverhampton Wanderers – 1994–99, 2000–01, 2003–04
- Paddy Kenny – Sheffield United, Queens Park Rangers – 2006–07, 2011–12[a]
- Andy Keogh – Wolverhampton Wanderers – 2009–11
- Alan Kernaghan – Middlesbrough, Manchester City – 1992–96[a]
- Dean Kiely – Charlton Athletic, Portsmouth, West Bromwich Albion – 2000–06, 2008–09[a][ca]
- Kevin Kilbane – Sunderland, Everton, Wigan Athletic, Hull City – 1999–2010[a]
- Mark Kinsella – Charlton Athletic, Aston Villa – 1998–99, 2000–04
- Brian Launders – Crystal Palace, Derby County – 1994–95, 1998–99
- Liam Lawrence – Sunderland, Stoke City – 2005–06, 2008–10[a]
- Kevin Long – Burnley – 2014–15, 2016–22
- Shane Long – Reading, West Bromwich Albion, Hull City, Southampton – 2006–08, 2011–21
- Jon Macken – Manchester City, Derby County – 2002–05, 2007–08[a][w]
- Alan Mahon – Blackburn Rovers, Wigan Athletic – 2001–04, 2005–06
- Ryan Manning – Southampton – 2024–
- Alan Maybury – Leeds United – 1995–96, 1997–98, 2001–02
- Jason McAteer – Bolton Wanderers, Liverpool, Blackburn Rovers, Sunderland – 1995–99, 2001–03[a]
- Kasey McAteer – Leicester City – 2021–22, 2024–[a]
- Chris McCann – Burnley – 2009–10
- James McCarthy – Wigan Athletic, Everton, Crystal Palace – 2009–21[s]
- Paddy McCarthy – Crystal Palace – 2013–14
- James McClean – Sunderland, West Bromwich Albion – 2011–13, 2015–18[cl][cn]
- David McDonald – Tottenham Hotspur – 1992–93
- Aiden McGeady – Everton – 2013–15[s]
- Paul McGee – Wimbledon – 1992–93
- David McGoldrick – Sheffield United – 2019–21[a]
- Eddie McGoldrick – Crystal Palace, Arsenal – 1992–97[a]
- Brian McGovern – Arsenal – 1999–2000
- Paul McGrath – Aston Villa, Derby County – 1992–97[a]
- John McGrath – Aston Villa – 2000–01
- Mark McKeever – Sheffield Wednesday – 1998–2000[cl]
- Stephen McPhail – Leeds United – 1997–2004[a]
- Paul McShane – Sunderland, Hull City – 2007–10, 2013–15
- David Meyler – Sunderland, Hull City – 2009–15, 2016–17
- Liam Miller – Manchester United, Sunderland – 2004–06, 2007–09
- Mike Milligan – Oldham Athletic, Norwich City – 1992–95[a]
- Adam Mitchell – Sunderland – 2012–13[a]
- Jayson Molumby – Brighton & Hove Albion – 2020–21
- Alan Moore – Middlesbrough – 1992–93, 1995–97, 1998–99
- Andrew Moran – Brighton & Hove Albion – 2022–23
- Kevin Moran – Blackburn Rovers – 1992–94
- Chris Morris – Middlesbrough – 1992–93, 1995–97[a]
- Clinton Morrison – Crystal Palace, Birmingham City – 1997–98, 2002–06[a]
- Alex Murphy – Newcastle United – 2023–24
- Daryl Murphy – Sunderland – 2005–06, 2007–10
- Joe Murphy – West Bromwich Albion – 2002–03
- Michael Obafemi – Southampton, Burnley – 2017–21, 2023–24
- Alan O’Brien – Newcastle United – 2005–07
- Andy O’Brien – Bradford City, Newcastle United, Portsmouth, Bolton Wanderers – 1999–2011[a][bd]
- Jake O’Brien – Everton – 2024–
- Joey O’Brien – Bolton Wanderers, West Ham United – 2004–06, 2007–09, 2012–15
- Liam O’Brien – Newcastle United – 1993–94
- Roy O’Donovan – Sunderland – 2007–08
- Chiedozie Ogbene – Luton Town, Ipswich Town – 2023–[l]
- Keith O’Halloran – Middlesbrough – 1995–96
- Eunan O’Kane – Bournemouth – 2015–16[cl][cn]
- David O’Leary – Arsenal, Leeds United – 1992–94[a]
- Mark O’Mahony – Brighton & Hove Albion – 2023–24
- Andrew Omobamidele – Norwich City, Nottingham Forest – 2021–22, 2023–24
- Keith O’Neill – Norwich City, Middlesbrough – 1994–95, 1998–2001
- Dara O’Shea – West Bromwich Albion, Burnley, Ipswich Town – 2020–21, 2023–
- Jay O’Shea – Birmingham City – 2009–10
- John O’Shea – Manchester United, Sunderland – 2001–17
- Marcos Painter – Birmingham City – 2005–06[a]
- Troy Parrott – Tottenham Hotspur – 2019–20
- Alex Pearce – Reading – 2012–13[a][co]
- Gerry Peyton – Chelsea – 1992–93[a]
- Terry Phelan – Manchester City, Chelsea, Everton – 1992–98, 1999–2000[a]
- Anthony Pilkington – Norwich City – 2011–14[a]
- Darren Potter – Liverpool – 2004–05[a]
- Lee Power – Norwich City – 1992–94[a]
- Alan Quinn – Sheffield Wednesday, Sheffield United – 1997–2000, 2006–07
- Barry Quinn – Coventry City – 1998–2001
- Niall Quinn – Manchester City, Sunderland – 1992–97, 1999–2003
- Rob Quinn – Crystal Palace – 1997–98[a]
- Stephen Quinn – Sheffield United, Hull City – 2006–07, 2013–15
- Darren Randolph – Charlton Athletic, West Ham United – 2006–07, 2015–17, 2019–21
- Michael Reddy – Sunderland – 1999–2001
- Andy Reid – Tottenham Hotspur, Charlton Athletic, Sunderland, Blackpool – 2004–11
- Steven Reid – Blackburn Rovers, West Bromwich Albion, Burnley – 2003–15[a]
- Callum Robinson – Aston Villa, Sheffield United, West Bromwich Albion – 2013–14, 2019–21[a][w]
- Matthew Rush – West Ham United – 1993–95[a]
- Richie Ryan – Sunderland – 2002–03
- Conor Sammon – Wigan Athletic – 2010–12
- John Sheridan – Sheffield Wednesday, Bolton Wanderers – 1992–98[a]
- Tony Sheridan – Coventry City – 1992–94
- Bernie Slaven – Middlesbrough – 1992–93[s]
- Will Smallbone – Southampton – 2019–22, 2024–[a]
- Tony Springett – Norwich City – 2021–22[a]
- Steve Staunton – Aston Villa, Liverpool – 1992–2003
- Enda Stevens – Aston Villa, Sheffield United – 2012–13, 2019–21
- Anthony Stokes – Sunderland – 2007–09
- Sammie Szmodics – Ipswich Town – 2024–[a]
- Jay Tabb – Reading – 2012–13[a]
- Sean Thornton – Sunderland – 2002–03
- Kevin Toner – Aston Villa – 2015–16
- Andy Townsend – Chelsea, Aston Villa, Middlesbrough – 1992–2000[a]
- Jack Taylor – Ipswich Town – 2024–[a]
- Mark Travers – Bournemouth – 2018–20, 2022–
- Keith Treacy – Blackburn Rovers – 2008–09
- Andy Turner – Tottenham Hotspur – 1992–95[a]
- Jonathan Walters – Bolton Wanderers, Stoke City, Burnley – 2002–03, 2010–18[a]
- Stephen Ward – Wolverhampton Wanderers, Burnley – 2009–12, 2014–15, 2016–19
- Keiren Westwood – Sunderland – 2011–12, 2013–14[a]
- Gareth Whalley – Bradford City – 1999–2001[a]
- Glenn Whelan – Stoke City – 2008–17
- Ronnie Whelan – Liverpool – 1992–94
- Derrick Williams – Aston Villa – 2012–13[ao]
- Marc Wilson – Portsmouth, Stoke City, West Bromwich Albion – 2008–17[cl]
- Mark Yeates – Tottenham Hotspur – 2003–05

## Jamaica
- Rolando Aarons – Newcastle United – 2014–16, 2017–18[w]
- Michail Antonio – West Ham United – 2015–[a]
- Leon Bailey – Aston Villa – 2021–
- Giles Barnes – Derby County, West Bromwich Albion – 2007–08, 2010–11[a][m]
- Jermaine Beckford – Everton – 2010–12[a]
- Amari'i Bell – Luton Town – 2023–24[a]
- Trevor Benjamin – Leicester City – 2000–02, 2003–04[a][n]
- Elliott Bennett – Norwich City – 2011–14[a]
- Deon Burton – Derby County, Portsmouth – 1997–2002, 2003–04[a]
- Darren Byfield – Aston Villa – 1997–98[a]
- Jamal Campbell-Ryce – Charlton Athletic – 2002–04[a]
- Shaun Cummings – Reading – 2012–13[a]
- Claude Davis – Sheffield United, Derby County – 2006–08
- Simon Dawkins – Aston Villa – 2012–13[a]
- Bobby Decordova-Reid – Cardiff City, Fulham, Leicester City – 2018–19, 2020–21, 2022–[a]
- Lloyd Doyley – Watford – 2006–07[a]
- Robbie Earle – Wimbledon – 1992–2000[a]
- Jason Euell – Wimbledon, Charlton Athletic, Middlesbrough, Blackpool – 1995–2000, 2001–07, 2010–11[a][n]
- Damien Francis – Wimbledon, Norwich City, Wigan Athletic, Watford – 1997–98, 1999–2000, 2004–07[a]
- Ricardo Fuller – Portsmouth, Stoke City – 2004–05, 2008–12
- Ricardo Gardner – Bolton Wanderers – 2001–12
- Marcus Gayle – Wimbledon – 1993–2000[a][ca]
- Lewis Grabban – Norwich City, Bournemouth – 2015–17[a]
- Anthony Grant – Chelsea – 2004–05[a][m]
- Andre Gray – Burnley, Watford – 2016–20[a][by]
- Demarai Gray – Leicester City, Everton – 2015–23[a][n]
- Mason Greenwood – Manchester United – 2018–24[a][cp][ca][bd][n][bf]
- Paul Hall – Coventry City – 1998–2000[a]
- Isaac Hayden – Newcastle United – 2017–22[a][n]
- Barry Hayles – Fulham – 2001–04[a][by][cq]
- Michael Hector – Fulham – 2020–21[a]
- Mason Holgate – Everton, Sheffield United – 2016–25[a][n]
- Omari Hutchinson – Chelsea, Ipswich Town – 2022–23, 2024–[a][m]
- Micah Hyde – Watford – 1999–2000[a]
- David Johnson – Ipswich Town – 2000–01[cr]
- Jermaine Johnson – Bolton Wanderers – 2001–03
- Michael Johnson – Birmingham City, Derby County – 2002–03, 2007–08[a]
- Marlon King – Watford, Wigan Athletic, Hull City, Middlesbrough – 2006–10[a]
- Jamie Lawrence – Leicester City, Bradford City – 1994–95, 1996–97, 1999–2001[a]
- Dexter Lembikisa – Wolverhampton Wanderers – 2022–23[a]
- Kevin Lisbie – Charlton Athletic – 1998–99, 2000–07[a]
- Jamal Lowe – Bournemouth – 2022–23[a][by]
- Jamar Loza – Norwich City – 2013–14
- Danny Maddix – Queens Park Rangers – 1992–93, 1994–96[a]
- Adrian Mariappa – Watford, Reading, Crystal Palace – 2006–07, 2012–20[a]
- Jobi McAnuff – Reading – 2012–13[a]
- Garath McCleary – Reading – 2012–13[a]
- Darren Moore – West Bromwich Albion, Derby County – 2002–03, 2004–06, 2007–08[a]
- Liam Moore – Leicester City – 2014–15[a][n]
- Wes Morgan – Leicester City – 2014–21[a]
- Ravel Morrison – West Ham United, Sheffield United – 2013–15, 2019–20[a][n]
- Nyron Nosworthy – Sunderland – 2005–06, 2007–10[a]
- Kasey Palmer – Huddersfield Town – 2017–18[a][n]
- Ethan Pinnock – Brentford – 2021–[a][by]
- Darryl Powell – Derby County, Birmingham City – 1996–2003[a]
- Marvin Robinson – Derby County – 1998–2000, 2001–02[a]
- Theo Robinson – Watford – 2006–07[a]
- Luton Shelton – Sheffield United – 2006–07
- Fitzroy Simpson – Manchester City – 1992–95[a]
- Frank Sinclair (288) – Chelsea, Leicester City – 1992–2002, 2003–04[a]
- Kevin Stewart – Liverpool – 2015–17[a]
- Lee Williamson – Watford – 2006–07[a]

## Japán
- Endó Vataru – Liverpool – 2023–
- Hasioka Daiki – Luton Town – 2023–24
- Inamoto Dzsunicsi – Fulham, West Bromwich Albion – 2002–06
- Kagava Sindzsi – Manchester United – 2012–14
- Kamada Daicsi – Crystal Palace – 2024–
- Minamino Takumi – Liverpool, Southampton – 2019–22
- Mitoma Kaoru – Brighton & Hove Albion – 2022–
- Mijaicsi Rjó – Bolton Wanderers, Wigan Athletic, Arsenal – 2011–14
- Mutó Josinori – Newcastle United – 2018–20
- Nakata Hidetosi – Bolton Wanderers – 2005–06
- Okazaki Sindzsi – Leicester City – 2015–19
- Szugavara Jukinari – Southampton – 2024–
- Toda Kazujuki – Tottenham Hotspur – 2002–03
- Tomijaszu Takehiro – Arsenal – 2021–
- Josida Maja (154) – Southampton – 2012–20

## Kamerun
- Benoît Assou-Ekotto – Tottenham Hotspur – 2006–13[d]
- Timothée Atouba – Tottenham Hotspur – 2004–05
- Carlos Baleba – Brighton & Hove Albion – 2023–
- Sébastien Bassong – Newcastle United, Tottenham Hotspur, Wolverhampton Wanderers, Norwich City – 2008–14, 2015–16[d][f]
- André Bikey – Reading, Burnley – 2006–08, 2009–10
- Gaëtan Bong – Brighton & Hove Albion – 2017–20[f]
- Eric Maxim Choupo-Moting – Stoke City – 2017–18[bg][bz]
- Eric Djemba-Djemba – Manchester United, Aston Villa – 2003–07
- Roudolphe Douala – Portsmouth – 2006–07
- George Elokobi – Wolverhampton Wanderers – 2009–12
- Eyong Enoh – Fulham – 2012–13
- Samuel Eto’o – Chelsea, Everton – 2013–15
- Marc-Vivien Foé – West Ham United, Manchester City – 1998–2000, 2002–03
- Geremi – Middlesbrough, Chelsea, Newcastle United – 2002–09
- Joseph-Désiré Job – Middlesbrough – 2000–06[d]
- Lauren – Arsenal, Portsmouth – 2000–08
- Jean Makoun – Aston Villa – 2010–11
- Joël Matip – Liverpool – 2016–24[ao]
- Bryan Mbeumo – Brentford – 2021–[d][f]
- Stéphane Mbia – Queens Park Rangers – 2012–13
- Patrick M’Boma – Sunderland – 2001–02
- Lucien Mettomo – Manchester City – 2002–03
- Valéry Mézague – Portsmouth – 2004–05[d]
- Clinton N’Jie – Tottenham Hotspur – 2015–16
- Georges-Kévin N’Koudou – Tottenham Hotspur, Burnley – 2016–20[d][f]
- Nicolas Nkoulou – Watford – 2021–22
- Allan Nyom – Watford, West Bromwich Albion – 2015–18[d]
- Salomon Olembé – Leeds United, Wigan Athletic – 2003–04, 2007–08
- André Onana – Manchester United – 2023–
- Alexandre Song (190) – Charlton Athletic, Arsenal, West Ham United – 2005–12, 2014–16[cs]
- Rigobert Song – Liverpool, West Ham United – 1998–2002
- Franck Songo’o – Portsmouth – 2005–06, 2007–08[g]
- Somen Tchoyi – West Bromwich Albion – 2010–12
- Pierre Womé – Fulham – 2002–03
- André Zambo Anguissa – Fulham – 2018–19, 2020–21

## Kanada
- Scott Arfield – Burnley – 2014–15, 2016–18[s][ct]
- Jim Brennan – Norwich City – 2004–05
- Theo Corbeanu – Wolverhampton Wanderers – 2020–21[cu]
- Terry Dunfield – Manchester City – 2000–01[bd]
- David Edgar – Newcastle United, Burnley – 2006–10
- Craig Forrest – Ipswich Town, Chelsea, West Ham United – 1992–95, 1996–2001
- Junior Hoilett – Blackburn Rovers, Queens Park Rangers, Cardiff City – 2009–13, 2014–15, 2018–19
- Simeon Jackson – Norwich City – 2011–13[cv]
- Tomasz Radzinski (194) – Everton, Fulham – 2001–07[cw]
- Paul Stalteri – Tottenham Hotspur, Fulham – 2005–08
- Frank Yallop – Ipswich Town – 1992–95[a]

## Kenya
- Victor Wanyama (154) – Southampton, Tottenham Hotspur – 2013–20

## Kína
- Tyias Browning – Everton – 2014–16[a][n]
- Tung Fang-cso – Manchester United – 2006–07
- Li Tie – Everton – 2002–04
- Li Vej-feng – Everton – 2002–03
- Szun Csi-haj (123) – Manchester City – 2002–08
- Nico Yennaris – Arsenal – 2011–12[a][m]
- Cseng Cse – Charlton Athletic – 2006–07

## Kolumbia
- Steven Alzate – Brighton & Hove Albion – 2019–22[a]
- Juan Pablo Ángel (175) – Aston Villa – 2000–07
- Pablo Armero – West Ham United – 2013–14
- Faustino Asprilla – Newcastle United – 1995–98
- Juan Cuadrado – Chelsea – 2014–16
- Luis Díaz – Liverpool – 2021–
- Jhon Durán – Aston Villa – 2022–
- Bernardo Espinosa – Middlesbrough – 2016–17
- Radamel Falcao – Manchester United, Chelsea – 2014–16
- Cucho Hernández – Watford – 2021–22
- Víctor Ibarbo – Watford – 2015–16
- José Izquierdo – Brighton & Hove Albion – 2017–19, 2020–21
- Jefferson Lerma – Bournemouth, Crystal Palace – 2018–20, 2022–
- Yerry Mina – Everton – 2018–23
- Yerson Mosquera – Wolverhampton Wanderers – 2024–
- Daniel Muñoz – Crystal Palace – 2023–
- David Ospina – Arsenal – 2014–18
- Ian Poveda – Leeds United – 2020–21[a][w]
- Hámilton Ricard – Middlesbrough – 1998–2002
- Hugo Rodallega – Wigan Athletic, Fulham – 2008–14
- James Rodríguez – Everton – 2020–21
- Carlos Sánchez – Aston Villa, West Ham United – 2014–16, 2018–20
- Davinson Sánchez – Tottenham Hotspur – 2017–24
- Luis Sinisterra – Leeds United, Bournemouth – 2022–
- Jhon Viáfara – Portsmouth – 2005–06
- Juan Camilo Zúñiga – Watford – 2016–17

## Kongó
- Lucien Aubey – Portsmouth – 2007–08[f]
- Christian Bassila – West Ham United, Sunderland – 2000–01, 2005–06[d][f]
- Thievy Bifouma – West Bromwich Albion – 2013–14[d][f]
- Amine Linganzi – Blackburn Rovers – 2009–11[cx]
- Christopher Samba (171) – Blackburn Rovers, Queens Park Rangers – 2006–13[d]

## Kongói Demokratikus Köztársaság
- Benik Afobe – Bournemouth – 2015–18[a][n]
- Beni Baningime – Everton – 2017–18
- Yannick Bolasie – Crystal Palace, Everton – 2013–18[d]
- Grady Diangana – West Ham United, West Bromwich Albion – 2018–19, 2020–21[w][n]
- Hérita Ilunga – West Ham United – 2008–11
- Giannelli Imbula – Stoke City – 2015–17[i][f]
- Elias Kachunga – Huddersfield Town – 2017–19[ao][bz]
- Gaël Kakuta – Chelsea, Fulham, Bolton Wanderers – 2009–12[d][f]
- Edo Kayembe – Watford – 2021–22
- Neeskens Kebano – Fulham – 2018–19, 2020–21, 2022–23[d][h]
- Kazenga LuaLua – Newcastle United – 2007–09, 2010–11
- Lomana LuaLua – Newcastle United, Portsmouth – 2000–07
- Arthur Masuaku – West Ham United – 2016–22[d][g]
- Chancel Mbemba – Newcastle United – 2015–16, 2017–18
- Dieumerci Mbokani – Norwich City, Hull City – 2015–17
- Pelly Ruddock Mpanzu – Luton Town – 2023–24[a]
- Youssouf Mulumbu (164) – West Bromwich Albion, Norwich City – 2008–09, 2010–16[f]
- Arnold Mvuemba – Portsmouth – 2006–09[d][f]
- Michel Ngonge – Watford – 1999–2000[i]
- Shabani Nonda – Blackburn Rovers – 2006–07[cy]
- Axel Tuanzebe – Manchester United, Aston Villa, Ipswich Town – 2016–18, 2019–22, 2024–[n]
- Yoane Wissa – Brentford – 2021–[d]

## Koszovó
- Bersant Celina – Manchester City – 2015–16[cz]
- Florent Hadergjonaj (47) – Huddersfield Town – 2017–19[y][da]
- Arijanet Murić – Burnley, Ipswich Town – 2023–[y][db]
- Milot Rashica – Norwich City – 2021–22[dc]

## Közép-afrikai Köztársaság
- Frédéric Nimani (2) – Burnley – 2009–10[d][f]

## Kuba
- Onel Hernández (26) – Norwich City – 2019–20[dd]

## Lengyelország
- Jan Bednarek – Southampton, Aston Villa – 2017–23, 2024–
- Artur Boruc – Southampton, Bournemouth – 2012–14, 2015–17, 2018–19
- Matty Cash – Aston Villa – 2020–[a]
- Jerzy Dudek – Liverpool – 2001–07
- Łukasz Fabiański (372) – Arsenal, Swansea City, West Ham United – 2007–11, 2012–
- Jarosław Fojut – Bolton Wanderers – 2005–06
- Kamil Grosicki – Hull City, West Bromwich Albion – 2016–17, 2020–21
- Jakub Kiwior – Arsenal – 2022–
- Mateusz Klich – Leeds United – 2020–23
- Zbigniew Kruszyński – Coventry City – 1993–94
- Grzegorz Krychowiak – West Bromwich Albion – 2017–18
- Dariusz Kubicki – Aston Villa, Sunderland – 1993–94, 1996–97
- Tomasz Kuszczak – West Bromwich Albion, Manchester United – 2004–11
- Jakub Moder – Brighton & Hove Albion – 2020–22, 2023–25
- Emmanuel Olisadebe – Portsmouth – 2005–06[l]
- Przemysław Płacheta – Norwich City – 2021–22
- Grzegorz Rasiak – Tottenham Hotspur, Bolton Wanderers – 2005–06, 2007–08
- Euzebiusz Smolarek – Bolton Wanderers – 2008–09
- Jakub Stolarczyk – Leicester City – 2024–
- Piotr Świerczewski – Birmingham City – 2002–03
- Wojciech Szczęsny – Arsenal – 2010–15
- Robert Warzycha – Everton – 1992–94
- Marcin Wasilewski – Leicester City – 2014–17

## Lettország
- Imants Bleidelis – Southampton – 2000–02
- Kaspars Gorkšs – Reading – 2012–13
- Marian Pahars (129) – Southampton – 1998–2004[de]
- Igors Stepanovs – Arsenal – 2000–03
- Andrejs Štolcers – Fulham – 2001–03

## Libéria
- Alex Tchuimeni-Nimely – Manchester City – 2009–10[w]
- George Weah – Chelsea, Manchester City – 1999–01
- Christopher Wreh – Arsenal – 1997–99

## Litvánia
- Giedrius Arlauskis – Watford – 2015–16
- Tomas Danilevičius (2) – Arsenal – 2000–01

## Magyarország
- Bogdán Ádám – Bolton Wanderers, Liverpool – 2010–12, 2015–16
- Buzsáky Ákos – Queens Park Rangers – 2011–12
- Fülöp Márton – Sunderland, Manchester City, West Bromwich Albion – 2007–10, 2011–12
- Gera Zoltán (172) – West Bromwich Albion, Fulham –  2004–06, 2008–14
- Halmosi Péter – Hull City – 2008–09
- Kerkez Milos – Bournemouth, Liverpool – 2023–[df]
- Király Gábor – Crystal Palace, Aston Villa – 2004–05, 2006–07
- Kozma István – Liverpool – 1992–93
- Kurucz Péter – West Ham United – 2009–10
- Priskin Tamás – Watford – 2006–07[dg]
- Szoboszlai Dominik – Liverpool – 2023–
- Torghelle Sándor – Crystal Palace – 2004–05

## Mali
- Yves Bissouma – Brighton & Hove Albion, Tottenham Hotspur – 2018–[ae]
- Kalifa Cissé – Reading – 2007–08[d]
- Fousseni Diabaté – Leicester City – 2017–19[d]
- Samba Diakité – Queens Park Rangers – 2011–13[d]
- Mahamadou Diarra – Fulham – 2011–13
- Moussa Djenepo – Southampton – 2019–23
- Abdoulaye Doucouré (258) – Watford, Everton – 2016–[d][f]
- Cheick Doucouré – Crystal Palace – 2022–
- Massadio Haïdara – Newcastle United – 2012–16, 2017–18[d][f]
- Frédéric Kanouté – West Ham United, Tottenham Hotspur – 1999–2006[d][f]
- Jimmy Kébé – Reading, Crystal Palace – 2007–08, 2012–14[d]
- Modibo Maïga – West Ham United – 2012–15
- Bakary Sako – Crystal Palace – 2015–19[d][f]
- Mamady Sidibé – Stoke City – 2008–11
- Mohamed Sissoko – Liverpool – 2005–08[d]
- Yacouba Sylla – Aston Villa – 2012–14[d][f]
- Boubacar Traoré – Wolverhampton Wanderers – 2022–24
- Djimi Traoré – Liverpool, Charlton Athletic, Portsmouth – 2000–01, 2002–08[d]
- Molla Wagué – Watford – 2017–18[d][g]

## Marokkó
- Nájf Ákerd – West Ham United – 2022–24
- Nordin Amrabat – Watford – 2015–18[ax][av]
- Szofjan Amrabat – Manchester United – 2023–24[ax][dh]
- Uszáma asz-Szaídi – Liverpool, Stoke City – 2012–15
- Szofján Búfál – Southampton – 2016–18, 2019–20[d]
- Marván as-Samáh – Arsenal, West Ham United, Crystal Palace – 2010–16[d][g]
- Júszef Síbú – Coventry City – 1999–2001
- Mánúíl dá Kúsztá – West Ham United – 2009–11[d][di]
- Brahim Díaz – Manchester City – 2017–18[p][dj]
- Karim el-Ahmadi – Aston Villa – 2012–14[ax]
- Talál el-Karkúrí – Sunderland, Charlton Athletic – 2002–03, 2004–07
- Táhar el-Halezs – Southampton, Charlton Athletic – 1999–2003
- Bilál el-Hanúsz – Leicester City – 2024–[i][ar]
- Nabil ez-Zahr – Liverpool – 2006–07, 2008–10[d][f]
- Musztafí Hadzsí – Coventry City, Aston Villa – 1999–2004
- Haszan Kaslúl (112) – Southampton, Aston Villa, Wolverhampton Wanderers – 1998–2002, 2003–04
- Imran Lúza – Watford – 2021–22[d][f]
- Adam Mászíná – Watford – 2018–20, 2021–22[dk]
- Núszír Mázráví – Manchester United – 2024–[ax]
- Núr ed-Dín Najbet – Tottenham Hotspur – 2004–06
- Abd esz-Szlám Úádú – Fulham – 2001–03
- Sádí Ríád – Crystal Palace – 2024–[p]
- Abdelhamíd Szábírí – Huddersfield Town – 2017–19[bz]
- Júszef Szafrí – Norwich City – 2004–05
- Rúmán Szájsz – Wolverhampton Wanderers – 2018–22[d]
- Ádel Táarábt – Tottenham Hotspur, Queens Park Rangers, Fulham – 2006–09, 2011–15[g]
- Ánasz Zarúrí – Burnley – 2023–24[i][j]
- Hakím Zíjes – Chelsea – 2020–23[ax][av]

## Mauritánia
- El-Hadji Ba – Sunderland – 2013–14[d][h]
- Aboubakar Kamara (24) – Fulham – 2018–19, 2020–21[d]

## Málta
- Dylan Kerr (5) – Leeds United – 1992–93

## Mexikó
- Edson Álvarez – West Ham United – 2023–
- Julián Araujo – Bournemouth – 2024–[ck][dl]
- Pablo Barrera – West Ham United – 2010–11
- Jared Borgetti – Bolton Wanderers – 2005–06
- Nery Castillo – Manchester City – 2007–08
- Giovani dos Santos – Tottenham Hotspur – 2008–12
- Guillermo Franco – West Ham United – 2009–10[dm]
- Javier Hernández – Manchester United, West Ham United – 2010–16, 2017–20
- Raúl Jiménez (179) – Wolverhampton Wanderers, Fulham – 2018–
- Miguel Layún – Watford – 2015–16
- Carlos Salcido – Fulham – 2010–11
- Carlos Vela – Arsenal, West Bromwich Albion – 2008–11

## Montenegró
- Stevan Jovetić (30) – Manchester City – 2013–15
- Stefan Savić – Manchester City – 2011–12
- Simon Vukčević – Blackburn Rovers – 2011–12
- Elsad Zverotić – Fulham – 2013–14[dn]

## Montserrat
- Brandon Comley – Queens Park Rangers – 2014–15[a]
- Bruce Dyer – Crystal Palace – 1994–95, 1997–98[a][n]
- Ruel Fox (223) – Norwich City, Newcastle United, Tottenham Hotspur – 1992–2000[a][cr]

## Németország
- Markus Babbel – Liverpool, Blackburn Rovers – 2000–04
- Michael Ballack – Chelsea – 2006–10
- Stefan Beinlich – Aston Villa – 1992–94
- Armel Bella-Kotchap – Southampton – 2022–23[d]
- Jordan Beyer – Burnley – 2023–24
- Jérôme Boateng – Manchester City – 2010–11
- Fredi Bobic – Bolton Wanderers – 2001–02[do]
- Matthias Breitkreutz – Aston Villa – 1992–94
- Emre Can – Liverpool – 2014–18
- Eric da Silva Moreira – Nottingham Forest – 2024–
- Sean Dundee – Liverpool – 1998–99[as]
- Mahmoud Dahoud – Brighton & Hove Albion – 2023–24[dp]
- Erik Durm  – Huddersfield Town – 2018–19
- Ralf Fährmann – Norwich City – 2019–20
- Steffen Freund – Tottenham Hotspur, Leicester City – 1998–2004
- Michael Frontzeck – Manchester City – 1995–96
- Niclas Füllkrug – West Ham United – 2024–
- Maurizio Gaudino – Manchester City – 1994–95
- Serge Gnabry – Arsenal, West Bromwich Albion – 2012–14, 2015–16
- Pascal Groß – Brighton & Hove Albion – 2017–24
- Brajan Gruda – Brighton & Hove Albion – 2024–
- İlkay Gündoğan – Manchester City – 2016–23, 2024–
- Dietmar Hamann – Newcastle United, Liverpool, Manchester City – 1998–2009
- Kai Havertz – Chelsea, Arsenal – 2020–
- Michael Hefele  – Huddersfield Town – 2017–18
- Thomas Helmer – Sunderland – 1999–2000
- Thomas Hitzlsperger – Aston Villa, West Ham United, Everton – 2000–05, 2010–11, 2012–13
- Lewis Holtby – Tottenham Hotspur, Fulham – 2012–15
- Uwe Hünemeier – Brighton & Hove Albion – 2017–18
- Robert Huth (322) – Chelsea, Middlesbrough, Stoke City, Leicester City – 2001–17
- Eike Immel – Manchester City – 1995–96
- Vitaly Janelt – Brentford – 2021–
- Loris Karius – Liverpool, Newcastle United – 2016–18, 2023–24
- Steffen Karl – Manchester City – 1993–94
- Thilo Kehrer – West Ham United – 2022–24
- Reda Khadra – Brighton & Hove Albion – 2020–21
- Jan Kirchhoff – Sunderland – 2015–17
- Jürgen Klinsmann – Tottenham Hotspur – 1994–95, 1997–98
- Robin Koch – Leeds United – 2020–23
- Lars Leese – Barnsley – 1997–98
- Jens Lehmann – Arsenal – 2003–08, 2010–11
- Moritz Leitner – Norwich City – 2019–20[dq]
- Bernd Leno – Arsenal, Fulham – 2018–
- Chris Löwe – Huddersfield Town – 2017–19
- Stefan Malz – Arsenal – 1999–2001
- Marko Marin – Chelsea – 2012–13[dr]
- Alberto Méndez – Arsenal – 1997–99
- Per Mertesacker – Arsenal – 2011–18
- Max Meyer – Crystal Palace – 2018–20
- Shkodran Mustafi – Arsenal – 2016–21
- Lukas Nmecha – Manchester City – 2017–18[n]
- Savio Nsereko – West Ham United – 2008–09[ds]
- Stefan Ortega – Manchester City – 2022–
- Mesut Özil – Arsenal – 2013–20
- Sergio Peter – Blackburn Rovers – 2005–07
- Lukas Podolski – Arsenal – 2012–15[cw]
- Nick Proschwitz – Hull City – 2013–14
- Collin Quaner – Huddersfield Town – 2017–19
- Karl-Heinz Riedle – Liverpool – 1997–2000
- Sascha Riether – Fulham – 2012–14
- Uwe Rösler – Manchester City, Southampton – 1993–96, 2000–02
- Antonio Rüdiger – Chelsea – 2017–22
- Lukas Rupp – Norwich City – 2019–20, 2021–22
- Leroy Sané – Manchester City – 2016–19
- Kevin Schade – Brentford – 2022–
- Christopher Schindler – Huddersfield Town – 2017–19
- Stefan Schnoor – Derby County – 1998–2001
- André Schürrle – Chelsea, Fulham – 2013–15, 2018–19
- Bastian Schweinsteiger – Manchester United – 2015–16
- Lennard Sowah – Portsmouth – 2009–10
- Dennis Srbeny – Norwich City – 2019–20
- Marco Stiepermann – Norwich City – 2019–20
- Michael Tarnat – Manchester City – 2003–04
- Gerhard Tremmel – Swansea City – 2011–15
- Tom Trybull – Norwich City – 2019–20
- Deniz Undav – Brighton & Hove Albion – 2022–23
- Moritz Volz – Fulham – 2003–08
- Timo Werner – Chelsea, Tottenham Hotspur – 2020–22, 2023–
- Stefan Wessels – Everton – 2007–08
- Philipp Wollscheid – Stoke City – 2014–17
- Christian Ziege – Middlesbrough, Liverpool, Tottenham Hotspur – 1999–2004
- Ron-Robert Zieler – Leicester City – 2016–17
- Christoph Zimmermann – Norwich City – 2019–20, 2021–22

## Nigéria
- Julius Aghahowa – Wigan Athletic – 2006–08
- Ola Aina – Chelsea, Fulham, Nottingham Forest – 2016–17, 2020–21, 2023–[a][w]
- Semi Ajayi – West Bromwich Albion – 2020–21[a]
- Ade Akinbiyi – Norwich City, Leicester City, Sheffield United – 1993–95, 2000–02, 2006–07[a]
- Hope Akpan – Reading – 2012–13[a]
- Chuba Akpom – Arsenal – 2013–15[a][n]
- Sammy Ameobi – Newcastle United – 2010–15[a][n]
- Shola Ameobi (298) – Newcastle United, Crystal Palace – 2000–09, 2010–15[n]
- Daniel Amokachi – Everton – 1994–96
- Victor Anichebe – Everton, West Bromwich Albion, Sunderland – 2005–17
- Sone Aluko – Hull City – 2013–15[a][m]
- Joe Aribo – Southampton – 2022–23, 2024–[a]
- Taiwo Awoniyi – Nottingham Forest – 2022–
- Celestine Babayaro – Chelsea, Newcastle United – 1997–2007
- Leon Balogun – Brighton & Hove Albion – 2018–19[bg]
- Calvin Bassey – Fulham – 2023–[dt]
- Emmanuel Dennis – Watford, Nottingham Forest – 2021–23
- Efan Ekoku – Norwich City, Wimbledon – 1992–99[a]
- Emmanuel Emenike – West Ham United – 2015–16
- Peter Etebo – Watford – 2021–22
- Dickson Etuhu – Sunderland, Fulham – 2007–12
- Kelvin Etuhu – Manchester City – 2007–09
- Finidi George – Ipswich Town – 2001–02
- Brown Ideye – West Bromwich Albion – 2014–15
- Odion Ighalo – Watford, Manchester United – 2015–17, 2019–21
- Kelechi Iheanacho – Manchester City, Leicester City – 2015–23
- Carl Ikeme – Wolverhampton Wanderers – 2011–12[a]
- Alex Iwobi – Arsenal, Everton, Fulham – 2015–[bd]
- Samuel Kalu – Watford – 2021–22
- Blessing Kaku – Bolton Wanderers – 2004–05
- Nwankwo Kanu – Arsenal, West Bromwich Albion, Portsmouth – 1998–2010
- Freddie Ladapo – Crystal Palace – 2017–18[a]
- Ademola Lookman – Everton, Fulham, Leicester City 2016–19, 2020–22[a][n]
- Josh Maja – Fulham – 2020–21[a]
- Obafemi Martins – Newcastle United, Birmingham City – 2006–09, 2010–11
- John Obi Mikel – Chelsea – 2006–16
- Victor Moses – Wigan Athletic, Chelsea, Liverpool, Stoke City, West Ham United – 2009–19[n]
- Ahmed Musa – Leicester City – 2016–17
- George Ndah – Crystal Palace – 1992–95[a]
- Wilfred Ndidi – Leicester City – 2016–23, 2024–
- Victor Obinna – West Ham United – 2010–11
- Peter Odemwingie – West Bromwich Albion, Cardiff City, Stoke City – 2010–16[du]
- Jay-Jay Okocha – Bolton Wanderers – 2002–06
- Isaac Okoronkwo – Wolverhampton Wanderers – 2003–04
- Seyi Olofinjana – Stoke City, Hull City – 2008–10
- Paul Onuachu – Southampton – 2022–23, 2024–
- Fred Onyedinma – Luton Town – 2023–24
- Frank Onyeka – Brentford – 2021–25
- Danny Shittu – Watford, Bolton Wanderers – 2006–07, 2008–09
- Sam Sodje – Reading – 2006–07[a]
- Isaac Success – Watford – 2016–17, 2018–20
- Taye Taiwo – Queens Park Rangers – 2011–12
- Nathan Tella – Southampton – 2020–22[a]
- William Troost-Ekong – Watford – 2021–22[ax][dv]
- Ifeanyi Udeze – West Bromwich Albion – 2002–03
- John Utaka – Portsmouth – 2007–10
- Taribo West – Derby County – 2000–01
- Yakubu – Portsmouth, Middlesbrough, Everton, Blackburn Rovers – 2003–12
- Joseph Yobo – Everton, Norwich City – 2002–10, 2013–14

## Norvégia
- Kristoffer Ajer – Brentford – 2021–
- Trond Andersen – Wimbledon – 1999–2000
- Martin Andresen – Wimbledon, Blackburn Rovers – 1999–2000, 2003–04
- Espen Baardsen – Tottenham Hotspur, Everton – 1996–99, 2002–03[ck]
- Eirik Bakke – Leeds United, Aston Villa – 1999–2004, 2005–06
- Henning Berg – Blackburn Rovers, Manchester United – 1992–2003
- Sander Berge – Sheffield United, Burnley, Fulham – 2019–21, 2023–
- Jo Inge Berget – Cardiff City – 2013–14
- Stig Inge Bjørnebye – Liverpool, Blackburn Rovers – 1992–99, 2001–02
- Oscar Bobb – Manchester City – 2023–
- Lars Bohinen – Nottingham Forest, Blackburn Rovers, Derby County – 1994–2001
- Daniel Braaten – Bolton Wanderers – 2007–08
- Bjørn Otto Bragstad – Derby County – 2000–01
- John Carew – Aston Villa, Stoke City – 2006–11
- Mats Møller Dæhli – Cardiff City – 2013–14
- Adama Diomande – Hull City – 2016–17
- Magnus Wolff Eikrem – Cardiff City – 2013–14
- Omar Elabdellaoui – Hull City – 2016–17
- Mohamed Elyounoussi – Southampton – 2018–19, 2021–23[dw]
- Jan Åge Fjørtoft – Swindon Town, Middlesbrough, Barnsley – 1993–94, 1995–98
- Jostein Flo – Sheffield United – 1993–94
- Tore André Flo – Chelsea, Sunderland – 1997–2001, 2002–03
- Frode Grodås – Chelsea – 1996–97
- Alfie Haaland – Nottingham Forest, Leeds United, Manchester City – 1994–2001
- Erling Haaland – Manchester City – 2022–[a]
- Kristofer Hæstad – Wigan Athletic – 2006–07
- Erik Hagen – Wigan Athletic – 2007–08
- Gunnar Halle – Oldham Athletic, Leeds United, Bradford City – 1992–94, 1996–2001
- Brede Hangeland – Fulham, Crystal Palace – 2007–16[ck]
- Vegard Heggem – Liverpool – 1998–2001
- Markus Henriksen – Hull City – 2016–17
- Jon Olav Hjelde – Nottingham Forest – 1998–99
- Leo Hjelde – Leeds United – 2021–22[a]
- Abdisalam Ibrahim – Manchester City – 2009–10[dx]
- Kåre Ingebrigtsen – Manchester City – 1992–94
- Steffen Iversen – Tottenham Hotspur, Wolverhampton Wanderers – 1996–2004
- Stefan Johansen – Fulham – 2018–19
- Stig Johansen – Southampton – 1997–98
- Erland Johnsen – Chelsea – 1992–97
- Ronny Johnsen – Manchester United, Aston Villa, Newcastle United – 1996–2005
- Christian Kalvenes – Burnley – 2009–10
- Azar Karadas – Portsmouth – 2005–06
- Joshua King – Bournemouth, Everton, Watford – 2015–22
- Kristoffer Klaesson – Leeds United – 2021–22
- Bjørn Tore Kvarme – Liverpool – 1996–99
- Jørgen Strand Larsen – Wolverhampton Wanderers – 2024–
- Øyvind Leonhardsen – Wimbledon, Liverpool, Tottenham Hotspur, Aston Villa – 1994–2003
- Andreas Lund – Wimbledon – 1999–2000
- Claus Lundekvam – Southampton – 1996–2005
- Pål Lydersen – Arsenal – 1992–93
- Thomas Myhre – Everton, Sunderland, Charlton Athletic – 1997–2001, 2002–03, 2005–07
- Erik Nevland – Manchester United, Fulham – 1997–98, 2007–10
- Roger Nilsen – Sheffield United, Tottenham Hotspur – 1993–94, 1998–99
- Håvard Nordtveit – West Ham United, Fulham – 2016–17, 2018–19
- Mathias Normann – Norwich City – 2021–22
- Runar Normann – Coventry City – 1999–2000
- Ørjan Nyland – Aston Villa – 2019–20
- Martin Ødegaard – Arsenal – 2020–
- Egil Østenstad – Southampton, Manchester City, Blackburn Rovers – 1996–2003
- Jonathan Parr – Crystal Palace – 2013–14
- Morten Gamst Pedersen – Blackburn Rovers – 2004–12
- Tore Pedersen – Oldham Athletic, Blackburn Rovers, Wimbledon – 1993–94, 1997–98, 1999–2000
- Bjørn Helge Riise – Fulham – 2009–11
- John Arne Riise (321) – Liverpool, Fulham – 2001–08, 2011–14
- Petter Rudi – Sheffield Wednesday – 1997–2000
- Ståle Solbakken – Wimbledon – 1997–98
- Ole Gunnar Solskjær – Manchester United – 1996–2004, 2005–07
- Trond Egil Soltvedt – Coventry City, Southampton – 1997–2001
- Ragnvald Soma – West Ham United – 2000–02
- Alexander Sørloth – Crystal Palace – 2017–19
- Ståle Stensaas – Nottingham Forest – 1998–99
- Frank Strandli – Leeds United – 1992–94
- Jo Tessem – Southampton – 1999–2004
- Alexander Tettey – Norwich City – 2012–14, 2015–16, 2019–20[bq]
- Erik Thorstvedt – Tottenham Hotspur – 1992–95
- Fredrik Ulvestad – Burnley – 2014–15

## Olaszország
- Gabriele Ambrosetti – Chelsea – 1999–2000
- Marco Ambrosio – Chelsea – 2003–04
- Lorenzo Amoruso – Blackburn Rovers – 2003–05
- Alberto Aquilani – Liverpool – 2009–10
- Dino Baggio – Blackburn Rovers – 2003–04
- Francesco Baiano – Derby County – 1997–2000
- Mario Balotelli – Manchester City, Liverpool – 2010–13, 2014–15
- Antonio Barreca  – Newcastle United – 2018–19
- Nicola Berti – Tottenham Hotspur – 1997–99
- Rolando Bianchi – Manchester City – 2007–08
- Patrizio Billio – Crystal Palace – 1997–98
- Ivano Bonetti – Crystal Palace – 1997–98
- Fabio Borini – Chelsea, Liverpool, Sunderland – 2009–10, 2012–17
- Marco Borriello – West Ham United – 2013–14
- Marco Branca – Middlesbrough – 1998–99
- Riccardo Calafiori – Arsenal – 2024–
- Benito Carbone – Sheffield Wednesday, Aston Villa, Bradford City, Derby County, Middlesbrough – 1996–2002
- Cesare Casadei – Chelsea – 2023–24
- Pierluigi Casiraghi – Chelsea – 1998–99
- Federico Chiesa – Liverpool – 2024–
- Bernardo Corradi – Manchester City – 2006–07
- Carlo Cudicini – Chelsea, Tottenham Hotspur – 1999–2011
- Patrick Cutrone – Wolverhampton Wanderers – 2019–21
- Daniele Daino – Derby County – 2001–02
- Samuele Dalla Bona – Chelsea – 1999–2002
- Matteo Darmian – Manchester United – 2015–19
- Paolo di Canio – Sheffield Wednesday, West Ham United, Charlton Athletic – 1997–2004
- Roberto Di Matteo – Chelsea – 1996–2001[y]
- David Di Michele – West Ham United – 2008–09
- Alessandro Diamanti – West Ham United, Watford – 2008–10, 2015–16
- Andrea Dossena – Liverpool, Sunderland – 2008–10, 2013–14
- Emerson – Chelsea, West Ham United – 2017–[cf][dy]
- Stefano Eranio – Derby County – 1997–2001
- Matteo Ferrari – Everton – 2005–06[cx]
- Gianluca Festa – Middlesbrough – 1996–97, 1998–2002
- Manolo Gabbiadini – Southampton – 2016–19
- Emanuele Giaccherini – Sunderland – 2013–15
- Stefano Gioacchini – Coventry City – 1998–99
- Wilfried Gnonto – Leeds United – 2022–23
- Corrado Grabbi – Blackburn Rovers – 2001–04
- Jorginho – Chelsea, Arsenal – 2018–[cf]
- Moise Kean – Everton – 2019–22
- Luca Koleosho – Burnley – 2023–24[ck][dz]
- Attilio Lombardo – Crystal Palace – 1997–98
- Arturo Lupoli – Arsenal – 2005–06
- Massimo Maccarone – Middlesbrough – 2002–04, 2005–07
- Federico Macheda – Manchester United, Queens Park Rangers – 2008–12
- Roberto Mancini – Leicester City – 2000–01
- Vito Mannone – Arsenal, Sunderland – 2008–10, 2012–17
- Dario Marcolin – Blackburn Rovers – 1998–99
- Marco Materazzi – Everton – 1998–99
- Vincenzo Montella – Fulham – 2006–07
- Antonio Nocerino – West Ham United – 2013–14
- Angelo Ogbonna – West Ham United – 2015–24
- Stefano Okaka – Fulham, Watford – 2009–10, 2016–19
- Caleb Okoli – Leicester City – 2024–
- Dani Osvaldo – Southampton – 2013–15[dm]
- Daniele Padelli – Liverpool – 2006–07
- Michele Padovano – Crystal Palace – 1997–98
- Gabriel Paletta – Liverpool – 2006–07[dm][ea]
- Alberto Paloschi – Swansea City – 2015–16
- Christian Panucci – Chelsea – 2000–01
- Graziano Pellè – Southampton – 2014–16
- Alessandro Pistone – Newcastle United, Everton – 1997–2006
- Rodrigo Possebon – Manchester United – 2008–09[cf]
- Andrea Ranocchia – Hull City – 2016–17
- Fabrizio Ravanelli – Middlesbrough, Derby County – 1996–97, 2001–02
- Giuseppe Rossi – Manchester United, Newcastle United – 2005–07[ck]
- Francesco Sanetti – Sheffield Wednesday – 1997–99
- Davide Santon – Newcastle United – 2011–14
- Gianluca Scamacca – West Ham United – 2022–23
- Ezequiel Schelotto – Brighton & Hove Albion – 2017–18, 2019–20[dm]
- Matteo Sereni – Ipswich Town – 2001–02
- Andrea Silenzi – Nottingham Forest – 1995–97
- Massimo Taibi – Manchester United – 1999–2000
- Sandro Tonali – Newcastle United – 2023–
- Paolo Tramezzani – Tottenham Hotspur – 1998–99
- Marcello Trotta – Fulham – 2011–12
- Destiny Udogie – Tottenham Hotspur – 2023–
- Nicola Ventola – Crystal Palace – 2004–05
- Gianluca Vialli – Chelsea – 1996–99
- Guglielmo Vicario – Tottenham Hotspur – 2023–
- Nicolò Zaniolo – Aston Villa – 2023–24
- Davide Zappacosta – Chelsea – 2017–19
- Simone Zaza – West Ham United – 2016–17
- Gianfranco Zola (229) – Chelsea – 1996–2003

## Omán
- Ali al-Habszi – Bolton Wanderers, Wigan Athletic – 2007–08, 2010–13

## Oroszország
- Andrej Arsavin – Arsenal – 2008–13
- Gyinyijar Biljaletgyinov – Everton – 2009–12
- Andrej Kancselszkisz (151) – Manchester United, Everton, Manchester City, Southampton – 1992–97, 2000–01, 2002–03[de]
- Dmitrij Harin – Chelsea – 1992–99
- Roman Pavljucsenko – Tottenham Hotspur – 2008–12
- Pavel Pogrebnyak – Fulham, Reading – 2011–13
- Alekszej Szmertyin – Portsmouth, Chelsea, Charlton Athletic, Fulham – 2003–08
- Jurij Zsirkov – Chelsea – 2009–11

## Örményország
- Henrih Mhitarján (78) – Manchester United, Arsenal – 2016–20

## Pakisztán
- Zesh Rehman (21) – Fulham – 2003–06[a][w]

## Paraguay
- Antolín Alcaraz – Wigan Athletic, Everton – 2010–15
- Miguel Almirón (184) – Newcastle United – 2018–
- Fabián Balbuena – West Ham United – 2018–21
- Paulo da Silva – Sunderland – 2009–11
- Julio Enciso – Brighton & Hove Albion, Ipswich Town – 2022–
- Diego Gavilán – Newcastle United – 1999–2001
- Diego Gómez – Brighton & Hove Albion – 2025–
- Enso González – Wolverhampton Wanderers – 2023–24
- Juan Iturbe – Bournemouth – 2015–16[dm][ea]
- Cristian Riveros – Sunderland – 2010–11
- Roque Santa Cruz – Blackburn Rovers, Manchester City – 2007–11
- Ramón Sosa – Nottingham Forest – 2024–

## Peru
- André Carrillo – Watford – 2017–18
- Diego Penny – Burnley – 2008–10
- Claudio Pizarro – Chelsea – 2007–09
- Nolberto Solano (302) – Newcastle United, Aston Villa, West Ham United – 1998–2008
- Ysrael Zúñiga – Coventry City – 1999–2001

## Portugália
- Marco Almeida – Southampton – 1999–2000
- Paulo Alves – West Ham United – 1997–98
- Bruno Andrade – Queens Park Rangers – 2011–12
- Amaury Bischoff – Arsenal – 2008–09[d][e]
- Luís Boa Morte (296) – Arsenal, Southampton, Fulham, West Ham United – 1997–2000, 2001–11
- José Bosingwa – Chelsea, Queens Park Rangers – 2008–13[ab]
- Jorge Cadete – Bradford City – 1999–2000[eb]
- Cafú – Nottingham Forest – 2022–23
- Rafael Camacho – Liverpool – 2018–19
- João Cancelo – Manchester City – 2019–23
- Daniel Carriço – Reading – 2012–13
- Fábio Carvalho – Fulham, Liverpool, Brentford – 2020–21, 2022–23, 2024–[bd]
- Ricardo Carvalho – Chelsea – 2004–10
- Ivan Cavaleiro – Wolverhampton Wanderers, Fulham – 2018–19, 2020–21
- Cédric – Southampton, Arsenal, Fulham – 2015–24[ao]
- Youssef Chermiti – Everton – 2023–24
- Chiquinho – Wolverhampton Wanderers – 2021–22, 2024–
- Jorge Costa – Charlton Athletic – 2001–02
- Diogo Dalot – Manchester United – 2018–20, 2021–
- Dani – West Ham United – 1995–96
- Deco – Chelsea – 2008–10[cf]
- Rúben Dias – Manchester City – 2020–
- José Dominguez – Tottenham Hotspur – 1997–2001
- Eder – Swansea City – 2015–16[ec]
- João Félix – Chelsea – 2022–23, 2024–
- Bruno Fernandes – Manchester United – 2019–
- Gedson Fernandes – Tottenham Hotspur – 2019–20[ed]
- Manuel Fernandes – Portsmouth, Everton – 2006–08
- Mateus Fernandes – Southampton – 2024–
- Paulo Ferreira – Chelsea – 2004–13
- José Fonte – Southampton, West Ham United – 2012–18
- Carlos Forbs – Wolverhampton Wanderers – 2024–
- Paulo Futre – West Ham United – 1996–97
- André Gomes – Everton – 2018–22, 2023–24
- Rodrigo Gomes – Wolverhampton Wanderers – 2024–
- Toti Gomes – Wolverhampton Wanderers – 2021–[ec]
- Gonçalo Guedes – Wolverhampton Wanderers – 2022–23, 2024–
- Hélder – Newcastle United – 1999–2000[ee]
- Henrique Hilário – Chelsea – 2006–10, 2011–12
- João Mário – West Ham United – 2017–18
- Jordão – West Bromwich Albion – 2002–03[ee]
- Bruno Jordão – Wolverhampton Wanderers – 2019–20
- Diogo Jota – Wolverhampton Wanderers, Liverpool – 2018–
- Ariza Makukula – Bolton Wanderers – 2008–09[ab]
- Maniche – Chelsea – 2005–06
- Raul Meireles – Liverpool, Chelsea – 2010–12
- Pedro Mendes – Tottenham Hotspur, Portsmouth – 2004–08
- Nuno Morais – Chelsea – 2004–05, 2006–07
- João Moutinho – Wolverhampton Wanderers – 2018–23
- Nani – Manchester United – 2007–15[ef]
- Fernando Nélson – Aston Villa – 1996–98
- Pedro Neto – Wolverhampton Wanderers, Chelsea – 2019–
- Rúben Neves – Wolverhampton Wanderers – 2018–23
- Matheus Nunes – Wolverhampton Wanderers, Manchester City – 2022–[cf]
- Filipe Oliveira – Chelsea – 2002–05
- Nélson Oliveira – Swansea City – 2014–15
- João Palhinha – Fulham – 2022–24
- Rui Patrício – Wolverhampton Wanderers – 2018–21
- Joel Pereira – Manchester United – 2016–17[y][eg]
- Ricardo Pereira – Leicester City – 2018–23, 2024–
- Ivo Pinto – Norwich City – 2015–16
- Daniel Podence – Wolverhampton Wanderers – 2019–23, 2024–25
- Hugo Porfírio – West Ham United, Nottingham Forest – 1996–97, 1998–99
- Hélder Postiga – Tottenham Hotspur – 2003–04
- Ricardo Quaresma – Chelsea – 2008–09
- Domingos Quina – Watford – 2018–20[ec]
- Bruno Ribeiro – Leeds United – 1997–99
- Rodrigo Ribeiro – Nottingham Forest – 2023–24
- Ricardo Rocha – Tottenham Hotspur, Portsmouth – 2006–08, 2009–10
- Dani Rodrigues – Southampton – 1999–2000
- Cristiano Ronaldo – Manchester United – 2003–09, 2021–23
- José Sá – Wolverhampton Wanderers – 2021–
- Orlando Sá – Fulham – 2011–12
- Renato Sanches – Swansea City – 2017–18
- Nélson Semedo – Wolverhampton Wanderers – 2020–
- Silas – Wolverhampton Wanderers – 2003–04
- Adrien Silva – Leicester City – 2017–19[d]
- Bernardo Silva – Manchester City – 2017–
- Fábio Silva – Wolverhampton Wanderers – 2020–22, 2023–24
- Jota Silva – Nottingham Forest – 2024–
- Xande Silva – West Ham United – 2018–19
- Nuno Tavares – Arsenal, Nottingham Forest – 2021–22, 2023–24
- Sidnei Tavares – Leicester City – 2020–21
- Filipe Teixeira – West Bromwich Albion – 2008–09[d]
- João Carlos Teixeira – Liverpool – 2013–14, 2015–16
- Tiago – Chelsea – 2004–05
- Francisco Trincão – Wolverhampton Wanderers – 2021–22
- Nuno Valente – Everton – 2005–09
- Silvestre Varela – West Bromwich Albion – 2014–15
- Ricardo Vaz Tê – Bolton Wanderers, West Ham United – 2003–09, 2012–15
- Renato Veiga – Chelsea – 2024–
- Hugo Viana – Newcastle United – 2002–04
- Fábio Vieira – Arsenal – 2022–24
- Rúben Vinagre – Wolverhampton Wanderers, Everton – 2018–21, 2022–23
- João Virgínia – Everton – 2020–21
- Vitinha – Wolverhampton Wanderers – 2020–21
- Abel Xavier – Everton, Liverpool, Middlesbrough – 1999–2003, 2005–07[eb]

## Románia
- Florin Andone – Brighton & Hove Albion – 2018–20
- Vlad Chiricheș – Tottenham Hotspur – 2013–15
- Cosmin Contra – West Bromwich Albion – 2004–05
- Radu Drăgușin – Tottenham Hotspur – 2023–
- Ilie Dumitrescu – Tottenham Hotspur, West Ham United – 1994–97
- Ionel Ganea – Wolverhampton Wanderers – 2003–04
- Florin Gardoș – Southampton – 2014–15
- Viorel Moldovan – Coventry City – 1997–98
- Adrian Mutu – Chelsea – 2003–05
- Costel Pantilimon – Manchester City, Sunderland, Watford – 2013–17
- Dan Petrescu (215) – Sheffield Wednesday, Chelsea, Bradford City, Southampton – 1994–2002
- Gheorghe Popescu – Tottenham Hotspur – 1994–95
- Andrei Radu – Bournemouth – 2023–24
- Florin Răducioiu – West Ham United – 1996–97
- Răzvan Raț – West Ham United – 2013–14
- Gabriel Tamaș – West Bromwich Albion – 2010–13

## Saint Kitts és Nevis
- Bobby Bowry (29) – Crystal Palace – 1992–93, 1994–95[a]
- Sagi Burton – Crystal Palace – 1997–98[a]
- Adam Newton – West Ham United – 1999–2000[a][n]
- Romaine Sawyers – West Bromwich Albion – 2020–21[a]
- Calum Willock – Fulham – 2001–03[a]

## Seychelle-szigetek
- Kevin Betsy – Fulham – 2001–02[a][by]
- Michael Mancienne (50) – Chelsea, Wolverhampton Wanderers – 2008–11[a][n]

## Sierra Leone
- Al Bangura – Watford – 2006–07
- Steven Caulker – Swansea City, Tottenham Hotspur, Cardiff City, Queens Park Rangers, Southampton, Liverpool – 2011–16[a][bf][eh]
- Curtis Davies (139) – West Bromwich Albion, Aston Villa, Birmingham City, Hull City – 2007–11, 2013–15, 2016–17[a][n]
- Albert Jarrett – Watford – 2006–07
- Sullay Kaikai – Crystal Palace – 2015–18[a]
- Kei Kamara – Norwich City – 2012–13

## Spanyolország
- Adama Traoré – Aston Villa, Middlesbrough, Wolverhampton Wanderers, Fulham – 2015–17, 2018–
- Adrián – West Ham United, Liverpool – 2013–18, 2019–21[ei]
- Manuel Almunia – Arsenal – 2004–05, 2006–11
- Marcos Alonso – Bolton Wanderers, Sunderland, Chelsea – 2010–12, 2013–14, 2016–22
- Mikel Alonso – Bolton Wanderers – 2007–08[bs]
- Xabi Alonso – Liverpool – 2004–09[bs]
- Angeliño – Manchester City – 2019–20
- Álvaro Arbeloa – Liverpool, West Ham United – 2006–09, 2016–17
- Mikel Arteta – Everton, Arsenal – 2004–16
- Iago Aspas – Liverpool – 2013–14[ej]
- Daniel Ayala – Liverpool, Norwich City, Middlesbrough – 2009–10, 2011–12, 2016–17
- César Azpilicueta – Chelsea – 2012–23
- Stefan Bajcetic – Liverpool – 2022–24
- Antonio Barragán – Middlesbrough – 2016–17[ej]
- Héctor Bellerín – Arsenal – 2014–21
- Bojan – Stoke City – 2014–18[cd]
- Borja Bastón – Swansea City, Aston Villa – 2016–17, 2019–20
- Raúl Bravo – Leeds United – 2002–03
- Bruno – Brighton & Hove Albion – 2017–19
- Hugo Bueno – Wolverhampton Wanderers – 2022–24
- Cala – Cardiff City – 2013–14
- Víctor Camarasa – Cardiff City, Crystal Palace – 2018–20
- Eduard Campabadal – Wigan Athletic – 2012–13
- José Campaña – Crystal Palace – 2013–14
- Iván Campo – Bolton Wanderers – 2002–08[bs]
- José Cañas – Swansea City – 2013–14
- Sergi Canós – Liverpool, Brentford – 2015–16, 2021–23
- Kiko Casilla – Leeds United – 2020–21[cd]
- Santi Cazorla – Arsenal – 2012–17
- Dani Ceballos – Arsenal – 2019–21
- César – Bolton Wanderers – 2006–07
- Pedro Chirivella – Liverpool – 2015–16
- Diego Costa – Chelsea, Wolverhampton Wanderers – 2014–17, 2022–23[cf][ek]
- Pablo Couñago – Ipswich Town – 2001–02[ej]
- José Ángel Crespo – Aston Villa – 2015–16
- Albert Crusat – Wigan Athletic – 2011–12
- Marc Cucurella – Brighton & Hove Albion, Chelsea – 2021–[cd]
- Carlos Cuéllar – Aston Villa, Sunderland – 2008–14
- Jorge Cuenca – Fulham – 2024–
- Gerard Deulofeu – Everton, Watford – 2013–14, 2015–20[cd]
- David de Gea (415) – Manchester United – 2011–23
- Enrique de Lucas – Chelsea – 2002–03
- Javier de Pedro – Blackburn Rovers – 2004–05[bs]
- Asier del Horno – Chelsea – 2005–06[bs]
- José Enrique – Newcastle United, Liverpool – 2007–15
- Cesc Fàbregas – Arsenal, Chelsea – 2004–11, 2014–19[cd]
- Fabri – Fulham – 2018–19
- Iago Falque – Tottenham Hotspur – 2012–13[ej]
- Ansu Fati  – Brighton & Hove Albion – 2023–24[ec]
- Kiko Femenía – Watford – 2017–20, 2021–22
- Álvaro Fernández – Brentford – 2021–22
- Albert Ferrer – Chelsea – 1998–2003
- Chico Flores – Swansea City – 2012–14
- Pablo Fornals – West Ham United – 2019–24
- Jesús Gámez – Newcastle United – 2017–18
- Aleix García – Manchester City – 2016–17[cd]
- Andrés García – Aston Villa – 2025–
- Eric García – Manchester City – 2019–21
- Javi García – Manchester City – 2012–14
- Luis García – Liverpool – 2004–07[cd]
- Manu García – Manchester City – 2015–16
- Javier Garrido – Manchester City, Norwich City – 2007–10, 2012–14[bs]
- Bryan Gil – Tottenham Hotspur – 2021–24
- Carles Gil – Aston Villa – 2014–16
- Román Golobart – Wigan Athletic – 2012–13
- Jordi Gómez – Wigan Athletic, Sunderland – 2009–13, 2014–16
- Sergio Gómez – Manchester City – 2022–24
- Esteban Granero – Queens Park Rangers – 2012–13
- Vicente Guaita – Crystal Palace – 2018–23
- Marc Guiu – Chelsea – 2024–
- Luis Hernández – Leicester City – 2016–17
- Pablo Hernández – Swansea City, Leeds United – 2012–14, 2020–21
- Ander Herrera – Manchester United – 2014–19
- Fernando Hierro – Bolton Wanderers – 2004–05
- Dean Huijsen – Bournemouth – 2024–[ax][el]
- Pablo Ibáñez – West Bromwich Albion – 2010–11
- Vicente Iborra – Leicester City – 2017–19
- Jesé – Stoke City – 2017–18
- Jonny – Wolverhampton Wanderers – 2018–24
- Joselu – Stoke City, Newcastle United – 2015–16, 2017–19[bg][ej]
- Josemi – Liverpool – 2004–06
- Mateo Joseph – Leeds United – 2022–23[w]
- Jota – Aston Villa – 2019–20[ej]
- Juanmi – Southampton – 2015–16
- José Manuel Jurado – Watford – 2015–16
- Kepa Arrizabalaga – Chelsea, Bournemouth – 2018–23, 2024–
- Kepa Blanco – West Ham United – 2006–07
- Aymeric Laporte – Manchester City – 2017–24[d][f]
- Juan Larios – Southampton – 2022–23
- Diego Llorente – Leeds United – 2020–23
- Fernando Llorente – Swansea City, Tottenham Hotspur – 2016–19[bs]
- Adrián López – Wigan Athletic – 2010–13
- Lucas Pérez – Arsenal, West Ham United – 2016–17, 2018–19[ej]
- Luis Alberto – Liverpool – 2013–14
- Antonio Luna – Aston Villa – 2013–14
- Albert Luque – Newcastle United – 2005–07[cd]
- Javier Manquillo – Liverpool, Sunderland, Newcastle United – 2014–15, 2016–23
- Marcelino – Newcastle United – 1999–2001
- Pablo Marí – Arsenal – 2019–22
- Juan Mata – Chelsea, Manchester United – 2011–22
- Gaizka Mendieta – Middlesbrough – 2003–07[bs]
- Fran Mérida – Arsenal – 2008–10
- Mikel Merino – Newcastle United, Arsenal – 2017–18, 2024–
- Roque Mesa – Swansea City – 2017–18
- Míchel – Birmingham City – 2009–10
- Michu – Swansea City – 2012–14
- Ignasi Miquel – Arsenal – 2011–13
- Nacho Monreal – Arsenal – 2012–20
- Martín Montoya – Brighton & Hove Albion – 2018–20[cd]
- Álvaro Morata – Chelsea – 2017–19
- Alberto Moreno – Liverpool – 2014–19
- Àlex Moreno – Aston Villa, Nottingham Forest – 2022–[cd]
- Javi Moreno – Bolton Wanderers – 2003–04
- Fernando Morientes – Liverpool – 2004–06
- Marc Muniesa – Stoke City – 2013–17[cd]
- Marc Navarro – Watford – 2018–19
- Jesús Navas – Manchester City – 2013–17
- Nayim – Tottenham Hotspur – 1992–93
- Álvaro Negredo – Manchester City, Middlesbrough – 2013–14, 2016–17
- Emilio Nsue – Middlesbrough – 2016–17[em]
- Nolito – Manchester City – 2016–17
- Antonio Núñez – Liverpool – 2004–05
- Andrea Orlandi – Swansea City – 2011–12
- Borja Oubiña – Birmingham City – 2007–08
- Daniel Pacheco – Liverpool – 2009–11
- Pedro – Chelsea – 2015–20
- Ayoze Pérez – Newcastle United, Leicester City – 2014–16, 2017–23
- Gerard Piqué – Manchester United – 2005–06, 2007–08[cd]
- Pedro Porro – Tottenham Hotspur – 2022–
- José Pozo – Manchester City – 2014–15
- Alejandro Pozuelo – Swansea City – 2013–14
- Iván Ramis – Wigan Athletic – 2012–13
- Àngel Rangel – Swansea City – 2011–18
- David Raya – Brentford, Arsenal – 2021–
- Sergio Reguilón – Tottenham Hotspur, Manchester United, Brentford – 2020–22, 2023–
- Pepe Reina – Liverpool, Aston Villa – 2005–13, 2019–20[cd]
- José Antonio Reyes – Arsenal – 2003–06[ei]
- Ricardo – Manchester United – 2002–03
- Diego Rico – Bournemouth – 2018–20
- Sergio Rico – Fulham – 2018–19
- Albert Riera – Manchester City, Liverpool – 2005–06, 2008–10
- Roberto – West Ham United – 2019–20
- Joel Robles – Wigan Athletic, Everton, Leeds United – 2012–17, 2022–23
- Marc Roca – Leeds United – 2022–23[cd]
- Rubén Rochina – Blackburn Rovers – 2010–12
- Rodri – Manchester City – 2019–24
- Rodrigo – Bolton Wanderers, Leeds United – 2010–11, 2020–23[cf]
- Oriol Romeu – Chelsea, Southampton – 2011–13, 2015–23[cd]
- Míchel Salgado – Blackburn Rovers – 2009–12[ej]
- Salva – Bolton Wanderers – 2002–03
- Robert Sánchez – Brighton & Hove Albion, Chelsea – 2020–
- Sandro – Everton – 2017–18
- Pablo Sarabia – Wolverhampton Wanderers – 2022–
- Saúl – Chelsea – 2021–22
- David Silva – Manchester City – 2010–20
- Roberto Soldado – Tottenham Hotspur – 2013–15
- Carlos Soler – West Ham United – 2024–
- Denis Suárez – Arsenal – 2018–19[ej]
- Mario Suárez – Watford – 2015–16
- Suso – Liverpool – 2012–13
- Thiago – Liverpool – 2020–24[dt]
- Fernando Torres – Liverpool, Chelsea – 2007–14
- Ferrán Torres – Manchester City – 2020–22
- Pau Torres – Aston Villa – 2023–
- Diego Tristán – West Ham United – 2008–09
- Víctor Valdés – Manchester United, Middlesbrough – 2014–15, 2016–17[cd]
- Borja Valero – West Bromwich Albion – 2008–09
- Jesús Vallejo – Wolverhampton Wanderers – 2019–20
- Álvaro Vázquez – Swansea City – 2013–14[cd]
- Xisco – Newcastle United – 2008–09, 2010–11
- Yordi – Blackburn Rovers – 2001–02

## Suriname
- Ryan Donk (16) – West Bromwich Albion – 2008–09[ax][av]

## Svájc
- Almen Abdi – Watford – 2015–16[bh]
- Albian Ajeti – West Ham United – 2019–20
- Manuel Akanji – Manchester City – 2022–
- Zeki Amdouni – Burnley – 2023–24[en]
- Valon Behrami – West Ham United, Watford – 2008–11, 2015–17[bh]
- Gaetano Berardi – Leeds United – 2020–21
- Bruno Berner – Blackburn Rovers – 2006–08
- Fabio Daprelà – West Ham United – 2009–10
- Philipp Degen – Liverpool – 2009–10
- Johan Djourou – Arsenal, Birmingham City – 2005–12[ae]
- Josip Drmić – Norwich City – 2019–20
- Edimilson Fernandes – West Ham United – 2016–18
- Gelson Fernandes – Manchester City – 2007–09[ef]
- Patrick Foletti – Derby County – 2001–02
- Remo Freuler – Nottingham Forest  – 2022–23
- Gaetano Giallanza – Bolton Wanderers – 1997–98
- Bernt Haas – Sunderland, West Bromwich Albion – 2001–02, 2004–05[bc]
- Stéphane Henchoz (243) – Blackburn Rovers, Liverpool, Wigan Athletic – 1997–2004, 2005–07
- Marc Hottiger – Newcastle United, Everton – 1994–97
- Gökhan Inler – Leicester City – 2015–16[en]
- Eldin Jakupović – Hull City, Leicester City – 2013–15, 2016–18[dr][eo]
- Alex Jankewitz – Southampton – 2020–21
- Pajtim Kasami – Fulham – 2011–14
- Timm Klose – Norwich City – 2015–16, 2019–20[bg]
- Stephan Lichtsteiner – Arsenal – 2018–19
- Giuseppe Mazzarelli – Manchester City – 1995–96
- Kevin Mbabu – Newcastle United, Fulham – 2015–16, 2022–23
- Fabian Schär – Newcastle United  – 2018–
- Philippe Senderos – Arsenal, Everton, Fulham, Aston Villa – 2004–08, 2009–15
- Xherdan Shaqiri – Stoke City, Liverpool – 2015–21[bh]
- Ramon Vega – Tottenham Hotspur – 1996–2001
- Johann Vogel – Blackburn Rovers – 2007–09
- Granit Xhaka – Arsenal – 2016–23
- Denis Zakaria – Chelsea  – 2022–23
- Andi Zeqiri – Brighton & Hove Albion – 2020–21
- Reto Ziegler – Tottenham Hotspur, Wigan Athletic – 2004–07

## Svédország
- Niclas Alexandersson – Sheffield Wednesday, Everton – 1997–2003
- Marcus Allbäck – Aston Villa – 2002–04
- Anders Andersson – Blackburn Rovers – 1997–98
- Andreas Andersson – Newcastle United – 1997–99
- Patrik Andersson – Blackburn Rovers – 1992–94
- Joel Asoro – Sunderland – 2016–17
- Ludwig Augustinsson – Aston Villa – 2022–23
- Yasin Ayari – Brighton & Hove Albion – 2022–23, 2024–
- Lucas Bergvall – Tottenham Hotspur – 2024–
- Joachim Björklund – Sunderland – 2001–03
- Jesper Blomqvist – Manchester United, Everton, Charlton Athletic – 1998–99, 2001–03
- Tomas Brolin – Leeds United, Crystal Palace – 1995–96, 1997–98
- Jens Cajuste – Ipswich Town – 2024–
- Martin Dahlin – Blackburn Rovers – 1997–99
- Bojan Đorđić – Manchester United – 2000–01[ep]
- Erik Edman – Tottenham Hotspur, Wigan Athletic – 2004–06, 2007–10
- Hjalmar Ekdal – Burnley – 2023–24
- Anthony Elanga – Manchester United, Nottingham Forest – 2020–
- David Elm – Fulham – 2009–10
- Johan Elmander – Bolton Wanderers, Norwich City – 2008–11, 2013–14
- Jan Eriksson – Sunderland – 1996–97
- Andreas Granqvist – Wigan Athletic – 2007–08
- Niklas Gudmundsson – Blackburn Rovers – 1995–97
- John Guidetti – Stoke City – 2013–14
- Tomas Gustafsson – Coventry City – 1999–2000
- Magnus Hedman – Coventry City – 1997–2001
- Zlatan Ibrahimović – Manchester United – 2016–18
- Klas Ingesson – Sheffield Wednesday – 1994–96
- Alexander Isak – Newcastle United – 2022–
- Andreas Isaksson – Manchester City – 2006–08
- Andreas Jakobsson – Southampton – 2004–05
- Pontus Jansson – Brentford – 2021–23
- Andreas Johansson – Wigan Athletic – 2005–07
- Nils-Eric Johansson – Blackburn Rovers – 2001–05
- Mattias Jonson – Norwich City – 2004–05
- Alexander Kačaniklić – Fulham – 2011–14
- Kim Källström – Arsenal – 2013–14
- Pontus Kåmark – Leicester City – 1996–99
- Emil Krafth – Newcastle United – 2019–
- Dejan Kulusevski – Tottenham Hotspur – 2021–[eq]
- Henrik Larsson – Manchester United – 2006–07
- Sebastian Larsson (282) – Arsenal, Birmingham City, Sunderland – 2005–06, 2007–08, 2009–17
- Anders Limpar – Arsenal, Everton – 1992–97
- Victor Lindelöf – Manchester United – 2017–
- Tobias Linderoth – Everton – 2001–04[d]
- Fredrik Ljungberg – Arsenal, West Ham United – 1998–2008
- Teddy Lučić – Leeds United – 2002–03
- Peter Markstedt – Barnsley – 1997–98
- Jesper Mattsson – Nottingham Forest – 1998–99
- Olof Mellberg – Aston Villa – 2001–08
- Joel Mumbongo – Burnley – 2020–21
- Mikael Nilsson – Southampton – 2004–05
- Roland Nilsson – Sheffield Wednesday, Coventry City – 1992–94, 1997–99
- Kristoffer Nordfeldt – Swansea City – 2015–17
- Robin Olsen – Everton, Aston Villa – 2020–
- Jonas Olsson – West Bromwich Albion – 2008–09, 2010–17
- Marcus Olsson – Blackburn Rovers – 2011–12
- Martin Olsson – Blackburn Rovers, Norwich City, Swansea City – 2007–12, 2013–14, 2015–18
- Rade Prica – Sunderland – 2007–08
- Martin Pringle – Charlton Athletic – 1998–99, 2000–01
- Marino Rahmberg – Derby County – 1996–97
- Markus Rosenberg – West Bromwich Albion – 2012–14
- Björn Runström – Fulham – 2006–07
- Stefan Schwarz – Arsenal, Sunderland – 1994–95, 1999–2002
- Ken Sema – Watford – 2018–19, 2021–22
- Rami Shaaban – Arsenal – 2002–03
- Fredrik Stoor – Fulham – 2008–10
- Anders Svensson – Southampton – 2001–05
- Mathias Svensson – Charlton Athletic, Norwich City – 2000–05
- Michael Svensson – Southampton – 2002–04
- Muamer Tanković – Fulham – 2013–14
- Ola Toivonen – Sunderland – 2015–16
- Christian Wilhelmsson – Bolton Wanderers – 2007–08
- Jonas Wirmola – Sheffield United – 1993–94

## Szenegál
- Demba Ba – West Ham United, Newcastle United, Chelsea – 2010–14[d]
- Fodé Ballo-Touré – Fulham – 2023–24[d][f]
- Habib Beye – Newcastle United, Aston Villa – 2007–11[d]
- Henri Camara – Wolverhampton Wanderers, Southampton, Wigan Athletic, West Ham United, Stoke City – 2003–09
- Aliou Cissé – Birmingham City, Portsmouth – 2002–06
- Papiss Cissé – Newcastle United – 2011–16
- Ferdinand Coly – Birmingham City – 2002–03
- Ali Dia – Southampton – 1996–97
- Mbaye Diagne – West Bromwich Albion – 2020–21
- Mohamed Diamé – Wigan Athletic, West Ham United, Hull City, Newcastle United – 2009–15, 2017–19[d]
- Salif Diao – Liverpool, Birmingham City, Portsmouth, Stoke City – 2002–06, 2008–12
- Lamine Diatta – Newcastle United – 2007–08
- Djibril Diawara – Bolton Wanderers – 2001–02
- Souleymane Diawara – Charlton Athletic – 2006–07
- Papa Bouba Diop – Fulham, Portsmouth – 2004–10
- El Hadji Diouf – Liverpool, Bolton Wanderers, Sunderland, Blackburn Rovers – 2002–11
- Mame Biram Diouf – Manchester United, Blackburn Rovers, Stoke City – 2009–11, 2014–18
- Papy Djilobodji – Sunderland – 2016–17
- Khalilou Fadiga – Bolton Wanderers – 2004–06
- Abdoulaye Faye – Bolton Wanderers, Newcastle United, Stoke City, Hull City – 2005–11, 2013–14
- Amdy Faye – Portsmouth, Newcastle United, Charlton Athletic, Stoke City – 2003–07, 2008–09
- Idrissa Gueye – Aston Villa, Everton – 2015–19, 2022–
- Magaye Gueye – Everton – 2010–14[d][f]
- Nicolas Jackson – Chelsea – 2023–[er]
- Diomansy Kamara – Portsmouth, West Bromwich Albion, Fulham – 2004–06, 2007–11[d]
- Kalidou Koulibaly – Chelsea – 2022–23[d][h]
- Cheikhou Kouyaté (291) – West Ham United, Crystal Palace, Nottingham Forest – 2014–24
- Sadio Mané – Southampton, Liverpool – 2014–22
- Kader Mangane – Sunderland – 2012–13
- Édouard Mendy – Chelsea – 2020–23[d]
- Nampalys Mendy – Leicester City – 2016–23[d][f]
- Alfred N’Diaye – Sunderland, Hull City – 2012–13, 2016–17[d][f]
- Badou Ndiaye – Stoke City – 2017–18
- Iliman Ndiaye – Sheffield United, Everton – 2020–21, 2024–[d]
- Dame N’Doye – Hull City, Sunderland – 2014–16
- Moussa Niakhaté – Nottingham Forest – 2022–24[d][f]
- M’Baye Niang – Watford – 2016–17[d][f]
- Oumar Niasse – Everton, Hull City, Cardiff City – 2015–20
- Henri Saivet – Newcastle United – 2015–16, 2017–18[f]
- Diafra Sakho – West Ham United – 2014–18
- Lamine Sakho – Leeds United – 2003–04
- Ismaïla Sarr – Watford, Crystal Palace – 2019–20, 2021–22, 2024–
- Pape Matar Sarr – Tottenham Hotspur – 2022–
- Ibrahima Sonko – Reading, Stoke City, Hull City – 2006–10
- Pape Souaré – Crystal Palace – 2014–19
- Armand Traoré – Arsenal, Portsmouth, Queens Park Rangers – 2007–10, 2011–13, 2014–15[d][f]

## Szerbia
- Jovo Bosančić – Barnsley – 1997–98[es]
- Goran Bunjevčević – Tottenham Hotspur – 2001–05[ah][et]
- Saša Ćurčić – Bolton Wanderers, Aston Villa, Crystal Palace – 1995–98[et]
- Filip Đuričić – Southampton – 2014–15
- Marko Grujić – Liverpool – 2016–18
- Saša Ilić – Charlton Athletic, West Ham United – 1998–2001[eu][et]
- Branislav Ivanović (274) – Chelsea, West Bromwich Albion – 2008–17, 2020–21
- Slaviša Jokanović – Chelsea – 2000–02[et]
- Milan Jovanović – Liverpool – 2010–11
- Mateja Kežman – Chelsea – 2004–05[et]
- Aleksandar Kolarov – Manchester City – 2010–17
- Ognjen Koroman – Portsmouth – 2005–07[ev][et]
- Darko Kovačević – Sheffield Wednesday – 1995–96[et]
- Saša Lukić – Fulham – 2022–[ep]
- Lazar Marković – Liverpool, Hull City, Fulham – 2014–15, 2016–17, 2018–19
- Nemanja Matić – Chelsea, Manchester United – 2009–10, 2013–22
- Nikola Milenković – Nottingham Forest – 2024–
- Nenad Milijaš – Wolverhampton Wanderers – 2009–12
- Luka Milivojević – Crystal Palace – 2016–23
- Savo Milošević – Aston Villa – 1995–98[ev][et]
- Aleksandar Mitrović – Newcastle United, Fulham – 2015–16, 2017–19, 2020–21, 2022–24
- Matija Nastasić – Manchester City – 2012–14
- Kosta Nedeljković – Aston Villa – 2024–[df]
- Đorđe Petrović – Chelsea – 2023–24[ep]
- Radosav Petrović – Blackburn Rovers – 2011–12
- Dejan Stefanović – Sheffield Wednesday, Portsmouth, Fulham – 1995–99, 2003–08[et]
- Vladimir Stojković – Wigan Athletic – 2009–10
- Dušan Tadić – Southampton – 2014–18
- Zoran Tošić – Manchester United – 2008–09
- Miloš Veljković – Tottenham Hotspur – 2013–14[y][ew]
- Nemanja Vidić – Manchester United – 2005–14[et]
- Zvonimir Vukić – Portsmouth – 2005–06[et]
- Nikola Žigić – Birmingham City – 2010–11

## Szlovákia
- Igor Bališ – West Bromwich Albion – 2002–03
- Marek Čech – West Bromwich Albion – 2008–09, 2010–11
- Martin Dúbravka – Newcastle United – 2017–
- Ondrej Duda – Norwich City – 2019–20
- Vratislav Greško – Blackburn Rovers – 2002–06
- Vladimír Kinder – Middlesbrough – 1996–97, 1998–99
- Ján Kozák – West Bromwich Albion – 2005–06
- Juraj Kucka – Watford – 2021–22
- Vladimír Labant – West Ham United – 2001–03
- Filip Lesniak – Tottenham Hotspur – 2016–17
- Ľubomír Michalík – Bolton Wanderers – 2006–08
- Ján Mucha – Everton – 2012–13
- Németh Szilárd – Middlesbrough – 2001–06
- Marek Rodák – Fulham – 2020–21, 2022–23
- Martin Škrtel (242) – Liverpool – 2007–16
- Miroslav Stoch – Chelsea – 2008–09
- Dionatan Teixeira – Stoke City – 2014–16[cf][dy]
- Stanislav Varga – Sunderland – 2000–02
- Vladimír Weiss – Manchester City, Bolton Wanderers – 2008–10

## Szlovénia
- Milenko Ačimovič – Tottenham Hotspur – 2002–03
- Jon Gorenc Stanković – Huddersfield Town – 2018–19
- Robert Koren (57) – West Bromwich Albion, Hull City – 2008–09, 2013–14
- Aleš Križan – Barnsley – 1997–98
- Aleksander Rodić – Portsmouth – 2004–05[dr]
- Haris Vučkić – Newcastle United – 2011–12, 2014–15

## Tanzánia
- Mbwana Samatta (14) – Aston Villa – 2019–20

## Togo
- Emmanuel Adebayor (242) – Arsenal, Manchester City, Tottenham Hotspur, Crystal Palace – 2005–16
- Floyd Ayité – Fulham – 2018–19[d]
- Yoann Folly – Southampton – 2003–05[d][f]
- Moustapha Salifou – Aston Villa – 2007–08

## Törökország
- Bülent Akın – Bolton Wanderers – 2002–03[i]
- Yıldıray Baştürk – Blackburn Rovers – 2009–10[bg]
- Emre Belözoğlu – Newcastle United – 2005–08
- Halil Dervişoğlu – Brentford – 2022–23[ax]
- Kerim Frei – Fulham – 2011–13[bc][z]
- Muzzy Izzet (248) – Leicester City, Birmingham City – 1996–2002, 2003–06[a]
- Ozan Kabak – Liverpool, Norwich City – 2020–22
- Ferdi Kadıoğlu – Brighton & Hove Albion – 2024–
- Jem Karacan – Reading – 2012–13[a]
- Colin Kazim-Richards – Sheffield United – 2006–07[a]
- Tugay Kerimoğlu – Blackburn Rovers – 2001–09
- Yunus Emre Konak – Brentford – 2024–
- Alpay Özalan – Aston Villa – 2000–04
- Nuri Şahin – Liverpool – 2012–13[bg]
- Çağlar Söyüncü – Leicester City – 2018–23
- Hakan Şükür – Blackburn Rovers – 2002–03
- Gökhan Töre – West Ham United – 2016–17[ao]
- Cenk Tosun – Everton, Crystal Palace – 2017–22[ao][bz]
- Ozan Tufan – Watford – 2021–22
- Tuncay Şanlı – Middlesbrough, Stoke City, Bolton Wanderers – 2007–12
- Enes Ünal – Bournemouth – 2023–
- Cengiz Ünder – Leicester City – 2020–21
- Hakan Ünsal – Blackburn Rovers – 2001–02
- Okay Yokuşlu – West Bromwich Albion – 2020–21

## Trinidad és Tobago
- Ian Cox – Crystal Palace – 1994–95[a]
- Carlos Edwards – Sunderland – 2007–09
- Shaka Hislop – Newcastle United, West Ham United, Portsmouth – 1995–2002, 2003–06[a][n]
- Gavin Hoyte – Arsenal – 2008–09[a][w]
- Justin Hoyte – Arsenal, Sunderland, Middlesbrough, – 2002–09[a][n]
- Stern John – Birmingham City, Sunderland – 2002–05, 2007–08
- Kenwyne Jones – Southampton, Sunderland, Stoke City, Cardiff City – 2004–05, 2007–14
- Clint Marcelle – Barnsley – 1997–98
- Jlloyd Samuel – Aston Villa, Bolton Wanderers – 1999–2010[n]
- Jason Scotland – Wigan Athletic – 2009–10
- Tony Warner – Fulham – 2005–06, 2007–08[a]
- Dwight Yorke (375) – Aston Villa, Manchester United, Blackburn Rovers, Birmingham City, Sunderland – 1992–2005, 2007–09

## Tunézia
- Ánísz Ben Szlímán – Sheffield United – 2023–24[cj][ex]
- Júhán Hán Alúán – Leicester City – 2015–18[d][f]
- Radi Zsaidi (61) – Bolton Wanderers, Birmingham City – 2004–06, 2007–08
- Vahbí Hazrí – Sunderland – 2015–17[d][f]
- Hannibal Medzsbrí – Manchester United – 2020–22, 2023–24[d][ey]
- Mehdi an-Nafti – Birmingham City – 2004–06, 2007–08[d]
- Hátem Trabelszí – Manchester City – 2006–07
- Ján Fálírí – Southampton – 2018–23[d][e]

## Ukrajna
- Olekszandr Jevtusok – Coventry City – 1996–97
- Oleh Luzsnij – Arsenal, Wolverhampton Wanderers – 1999–2003
- Mihajlo Mudrik – Chelsea – 2022–
- Vitalij Mikolenko – Everton – 2021–
- Szerhij Rebrov – Tottenham Hotspur – 2000–02
- Andrij Sevcsenko – Chelsea – 2006–08, 2009–10
- Andrij Voronyin – Liverpool – 2007–08, 2009–10
- Andrij Jarmolenko – West Ham United – 2018–22[ez]
- Jehor Jarmoliuk – Brentford – 2023–
- Illja Zabarnij – Bournemouth – 2022–
- Olekszandr Zincsenko (137) – Manchester City, Arsenal – 2017–

## Uruguay
- Rodrigo Bentancur – Tottenham Hotspur – 2021–
- Miguel Britos – Watford – 2015–19
- Santiago Bueno – Wolverhampton Wanderers – 2023–
- Martín Cáceres – Southampton – 2016–17
- Edinson Cavani – Manchester United – 2020–22
- Sebastián Coates – Liverpool, Sunderland – 2011–13, 2014–16
- Diego Forlán – Manchester United – 2001–05
- Ignacio María González – Newcastle United – 2008–09
- Abel Hernández – Hull City – 2014–15, 2016–17
- Walter Alberto López – West Ham United – 2008–09
- Diego Lugano – West Bromwich Albion – 2013–14
- Williams Martínez – West Bromwich Albion – 2005–06
- Darwin Núñez – Liverpool – 2022–
- Walter Pandiani – Birmingham City – 2004–06
- Adrián Paz – Ipswich Town – 1994–95
- Facundo Pellistri – Manchester United – 2022–24
- Omar Pouso – Charlton Athletic – 2006–07
- Diego Poyet – West Ham United – 2014–15[p][ca]
- Gustavo Poyet (187) – Chelsea, Tottenham Hotspur – 1997–2004
- Gastón Ramírez – Southampton, Hull City, Middlesbrough – 2012–17
- Darío Silva – Portsmouth – 2005–06
- Gonzalo Sorondo – Crystal Palace, Charlton Athletic – 2004–07
- Cristhian Stuani – Middlesbrough – 2016–17
- Luis Suárez – Liverpool – 2010–14
- Lucas Torreira – Arsenal – 2018–20
- Manuel Ugarte – Manchester United – 2024–
- Guillermo Varela – Manchester United – 2015–16
- Matías Viña – Bournemouth – 2022–23

## USA
- Brenden Aaronson – Leeds United – 2022–23
- Tyler Adams – Leeds United, Bournemouth – 2022–
- Jozy Altidore – Hull City, Sunderland – 2009–10, 2013–15
- Matai Akinmboni – Bournemouth – 2025–
- Brandon Austin – Tottenham Hotspur – 2024–[a]
- Folarin Balogun – Arsenal – 2021–22[n]
- DaMarcus Beasley – Manchester City – 2006–07
- Carlos Bocanegra – Fulham – 2003–08
- Michael Bradley – Aston Villa – 2010–11
- Geoff Cameron – Stoke City – 2012–18
- Bobby Convey – Reading – 2006–08
- Jay DeMerit – Watford – 2006–07
- Clint Dempsey – Fulham, Tottenham Hotspur – 2006–14
- Landon Donovan – Everton – 2009–10, 2011–12
- Maurice Edu – Stoke City – 2012–13
- Benny Feilhaber – Derby County – 2007–08[cf]
- Ian Feuer – West Ham United, Derby County – 1999–2000, 2001–02
- Brad Friedel (450) – Liverpool, Blackburn Rovers, Aston Villa, Tottenham Hotspur – 1997–2000, 2001–14
- Lynden Gooch – Sunderland – 2016–17[v]
- Brad Guzan – Aston Villa, Middlesbrough – 2008–09, 2011–17
- Marcus Hahnemann – Reading, Wolverhampton Wanderers – 2006–08, 2009–11
- John Harkes – Sheffield Wednesday, West Ham United, Nottingham Forest – 1992–93, 1995–96, 1998–99
- Stuart Holden – Bolton Wanderers – 2009–11[s]
- Tim Howard – Manchester United, Everton – 2003–16
- Emerson Hyndman – Bournemouth – 2017–19
- Eddie Johnson – Fulham – 2007–08, 2009–11
- Jemal Johnson – Blackburn Rovers – 2004–06
- Cobi Jones – Coventry City – 1994–95
- Jermaine Jones – Blackburn Rovers – 2010–11[bg][fa]
- Kasey Keller – Leicester City, Tottenham Hotspur, Southampton, Fulham – 1996–99, 2001–05, 2007–08
- Jovan Kirovski – Birmingham City – 2002–04
- Eddie Lewis – Fulham, Derby County – 2001–02, 2007–08
- Eric Lichaj – Aston Villa – 2010–13
- Matt Miazga – Chelsea – 2015–16[fb]
- Brian McBride – Everton, Fulham – 2002–08
- Weston McKennie – Leeds United – 2022–23
- Joe-Max Moore – Everton – 1999–2002
- Oguchi Onyewu – Newcastle United – 2006–07
- Owen Otasowie – Wolverhampton Wanderers – 2020–21
- Predrag Radosavljević – Everton – 1992–94[ep]
- Christian Pulisic – Chelsea – 2019–23
- Tim Ream – Bolton Wanderers, Fulham – 2011–12, 2018–19, 2020–21, 2022–24
- Claudio Reyna – Sunderland, Manchester City – 2001–07
- Giovanni Reyna – Nottingham Forest – 2023–24[a]
- Chris Richards – Crystal Palace – 2022–
- Antonee Robinson – Fulham – 2020–21, 2022–[a]
- Josh Sargent – Norwich City – 2021–22
- Brek Shea – Stoke City – 2012–14
- Johann Smith – Bolton Wanderers – 2006–07
- Juergen Sommer – Queens Park Rangers – 1995–96
- Jonathan Spector – Manchester United, Charlton Athletic, West Ham United – 2004–11
- Zack Steffen – Manchester City – 2020–22
- Auston Trusty – Sheffield United – 2023–24
- Matt Turner – Nottingham Forest – 2023–24
- Indiana Vassilev – Aston Villa – 2019–20
- Roy Wegerle – Blackburn Rovers, Coventry City – 1992–95[as]
- Zak Whitbread – Norwich City – 2011–12
- Danny Williams – Huddersfield Town – 2017–19[bg][fc]
- DeAndre Yedlin – Tottenham Hotspur, Sunderland, Newcastle United – 2014–16, 2017–21

## Új-Zéland
- Simon Elliott – Fulham – 2005–06
- Danny Hay – Leeds United – 2000–01
- Ryan Nelsen – Blackburn Rovers, Tottenham Hotspur, Queens Park Rangers – 2004–13
- Lee Norfolk – Ipswich Town – 1994–95
- Winston Reid – West Ham United – 2010–11, 2012–18[fd]
- Chris Wood (247) – West Bromwich Albion, Leicester City, Burnley, Newcastle United, Nottingham Forest – 2008–09, 2010–11, 2014–15, 2017–

## Üzbegisztán
- Abduqodir Xusanov (1) – Manchester City – 2025–

## Venezuela
- Fernando Amorebieta – Fulham – 2013–14[o][bs]
- José Salomón Rondón (167) – West Bromwich Albion, Newcastle United, Everton – 2015–19, 2021–23

## Zambia
- Patson Daka (61) – Leicester City – 2021–23, 2024–
- Neil Gregory – Ipswich Town – 1994–95
- Emmanuel Mayuka – Southampton – 2012–13, 2014–15
- Collins Mbesuma – Portsmouth – 2005–06
- Enock Mwepu – Brighton & Hove Albion – 2021–23

## Zimbabwe
- Benjani – Portsmouth, Manchester City, Sunderland, Blackburn Rovers – 2005–11
- Tawanda Chirewa – Wolverhampton Wanderers – 2023–24[a]
- Brendan Galloway – Everton, West Bromwich Albion – 2014–17[n]
- Bruce Grobbelaar – Liverpool, Southampton – 1992–96[as]
- Marvelous Nakamba – Aston Villa, Luton Town – 2019–22, 2023–24
- Peter Ndlovu (154) – Coventry City – 1992–97
- Jordan Zemura – Bournemouth – 2022–23[a]

## Zöld-foki Köztársaság
- Bébé – Manchester United – 2010–11[ai][di]
- Cabral – Sunderland – 2013–14[z]
- Pelé (3) – West Bromwich Albion – 2008–09[ai]